# 男の娘
- 男の娘
- 男のコ[注 1]
- おとこの娘
- おとこのこ[注 2]
- オトコの娘
- オトコノ娘[注 3]
- オトコのコ
- オトコノコ
- 男娘の子[注 4]

男の娘（おとこのこ）は、若い女性（娘）のような外見をした男性を指すとき主に使用される日本のインターネットスラングである。この言葉とその表現は2000年代に漫画やアニメといったフィクションの領域（二次元）で知られるようになり、2010年代に広く現実世界（三次元）へと普及してブームを起こした。
日本の二次元サブカルチャーでは、1990年代に形成されたショタや百合などのジャンルが、2000年代前半以降急速に女装表現と結びついていった。そこでは『GUILTY GEAR XX』のブリジット、『処女はお姉さまに恋してる』の宮小路瑞穂、『はぴねす!』の渡良瀬準、『バカとテストと召喚獣』の木下秀吉（詳細はいずれも後述）といった美少女と見紛うような少年キャラクターが多数登場し、「男の娘」という新たな呼称とともに人気を広げていった。それらのキャラクターがオタク男性たちの性的指向の変化を反映したものかどうかに関しては専門家の意見が分かれているが、男性たちの「受け身になりたい」という願望が表れているであろうという点では大体の一致をみている。
江戸時代以前の日本は稚児や女形などの女装芸能が盛んであり、異性装を禁忌としていた西洋文化圏とは対照的な地域のひとつを構成していた。二次元の「男の娘」の動きはその伝統へ接続すると、インターネットの普及も大きな後押しとなって、「かわいい」に価値を置く若い世代のカジュアルな女装文化として定着を果たした。そのようなファッションを楽しむ、三次元の「男の娘」とよばれる男性たちの多くは、トランスジェンダーやゲイなどではなく、一種のコスプレイヤーであるという点で複数の専門家の見方が一致している。男性たちの背後には、やはり「かわいがられたい」という欲望の存在が指摘されている。
時期の重なり合う両者に共通する社会的背景は、第二次世界大戦後のフェミニズムの拡大・男性優位主義の縮小の過程と、バブル崩壊後の長引く景気後退・労働市場の急激な規制緩和であり、浮かび上がってくる問題は「男性の生きづらさ」である。少女のようにかわいい少年キャラクターに現実逃避し、あるいは実際に女装してリラックスしたいというこの現象は、21世紀初頭の日本における男性問題の映し鏡として登場したものという考察がなされている。

## 定義
図1：「男の娘/女装少年/女装子」に関する雑誌・新聞記事（2006年 - 2014年）の二次元/三次元の割合（調査：吉本）
「男の娘（）」という言葉は、「男の子」の「子」の字を、「若い女性」を意味する「娘（）」の字に置き換えたものである。「娘」を「こ」と読ませる発想は「ドジっ娘」や「メガネっ娘」などにも見られるように古くから存在しており、「男の娘」もいつ誕生したかは定かではない。漫画雑誌『りぼん』（集英社）の1975年の誌上に、すでに文字列としての使用例（読者投稿作品のタイトルの一部）があったことが漫画家の河内実加によって発見されているほか、1990年代のパソコン通信「ニフティサーブ」で使用されていたという未確認の情報も報告されているが、遅くとも2000年ごろ、匿名掲示板「2ちゃんねる」に書き込まれたことが広く知られており、性社会・文化史研究者の三橋順子、ライターの来栖美憂、サブカルチャー研究者の椿かすみらは「2ちゃんねる」を初出の有力な候補として紹介している。
椿の調査によれば、この言葉は2006年9月9日に開催された同人誌即売会「男の娘COS☆H」において、初めて（語の意味とともに）記録に残る形で使用された。女装・ふたなり・女体化・異性への憑依などをした「男の娘」の同人誌即売会が、その第1回の開催概要であった。「男の娘」という言葉は明確な定義がなされないまま、インターネットスラング、インターネットミームとして拡散していった。
二次元のオタク文化に端を発した「男の娘」がメディアで紹介される機会は、2009年ないし2010年ごろ以降増えていった。ところがそれらの多くは漫画やアニメなどのキャラクターではなく、現実世界（三次元）で女装する男性たちを取材したものであった（図1）。二次元の流行が現実に波及し、若年層を中心にポップでカジュアルな女装がおこなわれるようになり、彼らもまた「男の娘」とよばれるようになっていたのである（ § コスプレ・女装も参照）。「オカマ」「ニューハーフ」「女装少年/男子」「女装子（）」など、似た意味の言葉は従来多く存在していたが、その中で「男の娘」が人口に膾炙した背景のひとつには用語問題があった。かつての性的倒錯の表象として否定的なニュアンスも含んでいた「オカマ」のような言葉に対し、人々は敏感になっていた（ポリティカル・コレクトネス）。漫画評論家の永山薫によれば、そこで決定的だったのが「男の娘」という語の登場であった。直接的に「女装」の意味を含まず、婉曲的で、未だ手垢も付かず、ふわふわしていてカワイイ感じの「男の娘」が多くの人々のオトシドコロとして選択された（永山 2015, p. 154）のである。ときには、マーケティングの都合から「男の娘」が使用されることもあった。

### 定義の例
「男の娘」の定義は、専門家や当事者により、例えば以下のように言及されている（これらのほかにも複数の言及がある）。
二次元の定義
- そもそも「男の娘」とは一体何なのか。漠然とした共通理解として、それが女の子のような外見をした少年（とりわけ美少年）を指して用いられるということはわかる。（日高 2015, p. 158）
- 「男の娘」というワードはもともとネットスラングであり、二〇一〇年代に入って一般に普及した。『大人限定 男の娘のヒミツ』によると「きれいな女装少年」を指し示す言葉であり、女装をしてはいるがどこかに「男」の要素を必ず残していることが肝心であるという。（田中 2024, p. 214による来栖 2015b, p. 32の解説）
- 「男の娘」とは「どんな服装であれ、女の子のように見えるかわいらしい美少年」を指し、女装少年は「女の服装をしている、かわいらしい美少年」を指すという違いがある〔……〕。（水野 2011, p. 33）
- 「女装男子」は、見た目で女の子の格好をしている男子ですよね。「男の娘」は主体的というか「自分で女の子の格好をしたい」「女の子になりたい」っていう気持ちを持っている男子を指す言葉ですかね。〔……〕「女装男子」はスタンスは少年で、たまに女の子の格好をする。（ノトフ & （福） 2010, p. 98における新聞記者・（福）の発言）
- 自分で名乗るのは男の娘じゃないとよく言われます。〔……〕おそらくそのひとたちの主張の根幹にあるのは、自ら女装してしまったら男の娘ではないということなんだと思います。男の格好をしていて本人も男だと思っているけれど、女の子に見えてしまうのが男の娘である。（大島 2015, pp. 97–98）
- 現在の二次元表現に現れる「男の娘」は、非常に多様である。〔……〕「見た目は美少女だが内面は男らしい」という、非常にゆるい共通認識はあるが、女装に対する認識や性自認などはキャラクターごとに違う。内面の設定から「男の娘」を定義することは難しい。〔……〕そこで本稿では「男の娘」に厳密な定義を行わず、外見で大まかに区分することとする。（吉本 2015, pp. 210–211）

三次元の定義
- 男の娘という存在の、明確な定義は私もハッキリと分かっている訳ではない。ただ女性ホルモンの投与を受けておらず、身体は完全に男性の状態。でも顔は女の子にしか見えない。かつ、若い。というのが私の中での男の娘の印象だ。（西原 2015, p. 111）
- 日本神話の中でヤマタノオロチを女装して倒したスサノオノミコトや、若衆歌舞伎・陰間茶屋の文化を含めた歌舞伎の女形、シスターボーイやニューハーフ、ドラァグクイーン、性同一性障害（GID）におけるMtFないしMtXトランスジェンダー、インターセックス（両性具有）、女装家・女装屋・女装子・コスプレ女装などのクロスドレッサー、全て広義の意味では〈男の娘〉といえる。（柴田 2015, p. 131）
- 「男の娘」「女装子」は、服装のトランスジェンダーであるが、身体的性の越境や、性的指向が男性に向かうことを伴わないという意味で、「ニューハーフ」とは区別する必要があるだろう。（佐伯 2015, p. 82）
- リアルでは二次元の萌えキャラを指向した女装が表現された。まず当時の〈男の娘〉を「二次元の萌えキャラを理想とした美少女に見まがう男子」と定義しておこう。（伊藤 2023, p. 230）
- 今、定義を四つ申しましたが、そのうちの二つに、「カワイイ」という言葉が入っています。これが一つのキーワードだと思います。そこで、私なりの定義を示しますと「まるで女の子のようにカワイイ、女装した男の子」ということになります。（三橋 2013, p. 63）

### 共通する認識
「女装」という概念は男性が女性風の装いをすることで自然と発生するが、「男の娘」はそうではない。漫画研究者の泉信行は、従来の「オカマ」「ニューハーフ」などの呼称は女装という行為によって付けられはするが、その巧拙までは問われなかったと指摘し、次のように続けている（二次元/三次元）。

「男の娘」は、まず第一に「女子にしか見えない/女子より女装が似合う」といった容姿への賛辞が前提としてある。〔……〕「充分に女子として見られる」という「見る側」の視点から呼ばれる言葉なのだ。
—泉 2015, pp. 176–177、出典の強調は傍点

すなわちライターの宮本直穀も指摘し、日本文学研究者の伊藤慎吾なども論じているように、「男の娘」は外部・他者からの評価語だということである。そこでは「かわいさ」「美しさ」「若さ」といったものが評価のポイントになってくる。例えば美術評論家の暮沢剛巳は、二次元のキャラクターに関し、「美少女にしか見えない」という外見上の要件が欠落している限り「男の娘」とみなすことはできないと強調している。メディア文化論研究者の田中東子も、来栖の定義のうちに「きれい」「少年」（＝若い）という要素が抜きがたく含まれている点に注意を向けている。三次元に対しても、三橋が「かわいい」がキーワードだと主張しているほか（前掲）、性の事典『セックスペディア』（2014年、文藝春秋）では若くて、ルックスレベルが高い女装愛好家が「男の娘」とよばれる傾向があるという説明がなされている。
二次元においては女装を必須としない定義もある（斎藤 2015, p. 203、樋口 2015, p. 85、伊藤 2023, p. 226など）。日本近代文学研究者の水野麗もそのような立場（前掲）だが、やはりかわいい女の子にしか見えない容姿や性格という審美的な基準が含まれてくると述べている。タレントの大島薫が紹介している女装を不可とする定義（前掲）にも、女の子に見えてしまうという要件が含まれている。

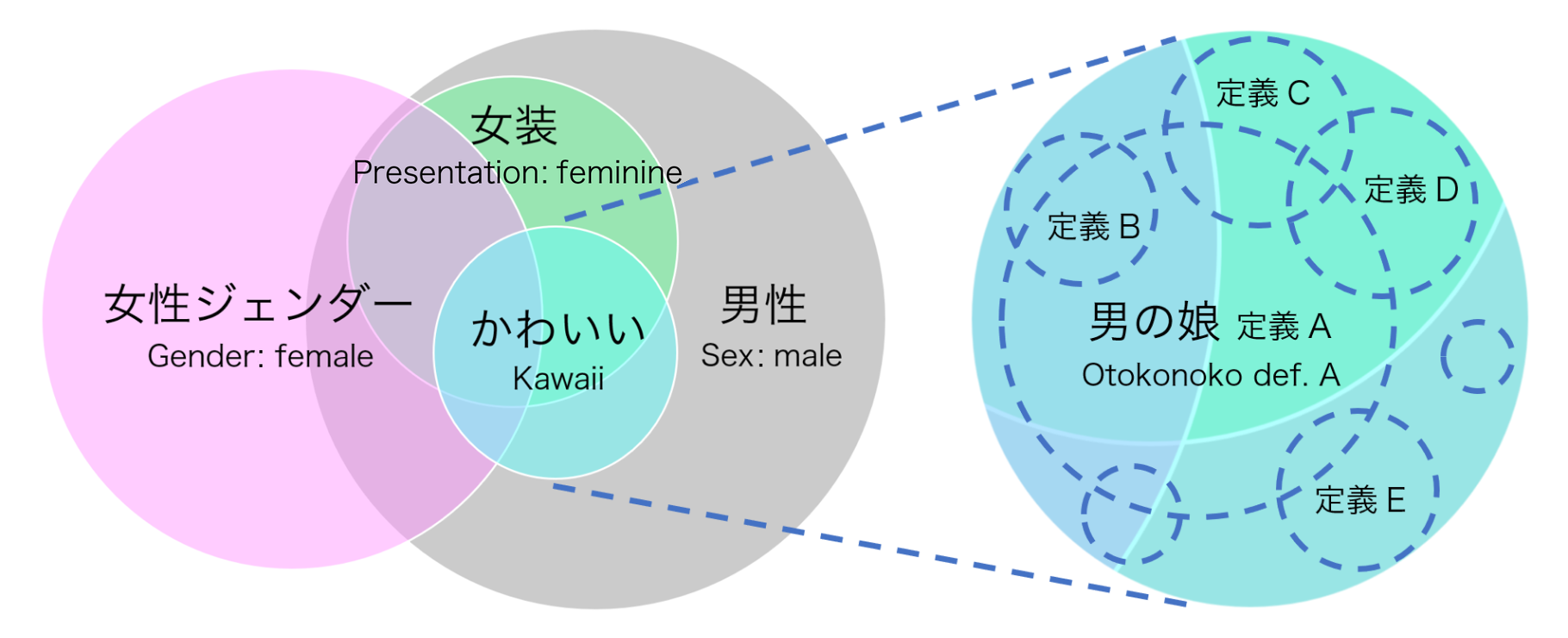
図2：「男の娘」の定義は人それぞれで異なりうる（右側点線A, B, C, ...のイメージ）が、「見る側にとり女の子らしさがかわいらしい男性」という点では大体一致している（左側「かわいい」の範囲）。

一定の共通認識が存在するにもかかわらず、この言葉の定義をめぐっては戦争にも似た状況が現れているとライター（2014年当時）の川本直は報告している。まず、「男の娘」は二次元限定のファンタジーであるという考え方があり、三次元に実在する人間を「男の娘」という語でよぶことに対しては反発する声がある（2010年・2014年時点）。三次元の「男の娘」同士でも解釈をめぐる争いがある（2014年・2015年時点）。二次元においても事情は同様であり、例えば以下は、主人公が女装して女学園に通う（いわゆる女装潜入もの）アダルトゲームの開発者座談会におけるやり取りである。
吉田悟郎の漫画作品『オトコの娘ラヴァーズ!!』（2012年）はこうした状況について、女装した少年が好きな人・かわいい少年が好きな人・自らかわいく女装したい人といった、そもそもは異なる対象・行為を愛好していた人々が、「男の娘」という便利な言葉の登場にともないひと括りにされたため、混乱が生じたものという解説をおこなっている。編集者・井戸隆明は、この語の使用者は「男の娘」という概念にそれぞれなりの所有意識を持っていると推測しており、無理に定義せずに曖昧さを残しておくほうが無難であると語っている。宮本は二次元に関し、作品の受け手にとって女の子っぽさが可愛らしい少年程度の理解で充分である趣旨を述べている（強調はママ）。漫画家の秀良子は、「男の娘」に相対的な概念が存在しないことを示唆している。

## 成立

### ブームへと至る流れ

#### 20世紀漫画史

『リボンの騎士』の主人公・サファイアは、運命に翻弄されて男女の性別を行き来する。

永山や、オタク文化史研究者の吉本たいまつらの解説によれば、漫画史における「男の娘」の系譜は手塚治虫にまで遡ることができる。手塚は『メトロポリス』（1949年）や『リボンの騎士』（1953年）などに両性具有のキャラクターを登場させ、『キャプテンKen』（1960年）や『バンパイヤ』（1966年）などで少年が女装するシーンを描いてきた。主人公が（常時）女装していた最古の少年漫画の候補として、永山は関谷ひさし『ヘンでオカシなスゴイ奴』（1969年）、永井豪『おいら女蛮』（1974年）などを挙げているが、これらは2000年代の「男の娘」ブームに繋がるものではないという。漫画研究者の藤本由香里によれば、少女のような外見の少年主人公は、まずは岸裕子『玉三郎恋の狂騒曲』（1972年）、名香智子『花の美女姫』（1973年）などの作品で少女漫画の新たなテーマとして登場し、開拓されてきた。
複数の専門家の見解が一致するところ、のちの「男の娘」ブームの先駆・始点・あるいはルーツとなった少年漫画は江口寿史『ストップ!! ひばりくん!』（1981年）である。孤児となった主人公の少年はヤクザの大空家に引き取られ、“三女”の大空ひばりに一目惚れする。ところが、ひばりは実は組の跡目を継ぐ予定の長男だったという展開のギャグ漫画である。
男でありながら作中のどの女性よりもかわいいという大空ひばりのキャラクター人気は1980年代初めにおいて急騰し、作品は大ヒットを記録した（1983年にアニメ化）。来栖は、それまでにも人気を博した女装キャラクターが存在しなかったわけではなかったとしつつも、ひばりくんの可愛さは衝撃的であり、彼が近代女装美少年文化の始点という評価に異を唱える者はまずいないだろうと述べている。吉本も、『ひばりくん』では従来の作品よりはっきりと男の子でもかわいければ恋愛・性の対象にしてもよいというメッセージが打ち出されていたと分析している。『ひばりくん』のあと、男女の描き分けの転倒は少年漫画においてしばらく途絶えるが、少女漫画の側では川原由美子『前略・ミルクハウス』（1983年）、那州雪絵『ここはグリーン・ウッド』（1986年）、高河ゆん『アーシアン』（1987年）などの作品が続いていった。
1992年、少年漫画における女装少年作品の新たな象徴として登場したのが、小野敏洋『バーコードファイター』である。小学生向けの漫画雑誌『月刊コロコロコミック』（小学館）で連載が始まった同作品のヒロイン役・有栖川桜は女の子の容姿で描かれており、台詞もかわいらしかった。ところが物語も進んだ第11話になって、小野は桜が女装した男子であったことを初めて明かし、女の子と信じていた読者の子供たちを驚かせたのである。来栖はこの出来事をオトコの娘史に残すべき大事件と形容している。『バーコードファイター』は女装した男子を一貫して肯定的に描いた。永山は、この作品が一部の読者に対しては女装男子でも可愛いからいいのだむしろ男の子の方がいいといったような新たな扉を開いたと解説している。同年には、性別が最後まで明かされないキャラクターを登場させて『ひばりくん』と同様の展開を描いた奥浩哉『変[HEN]』も青年誌で発表され、読者の間に性別論争が起こっている。
とはいえ、この時期に女装少年ジャンルを支えていたのは依然少女向けの作品であった。小・中学生向けの雑誌では1997年以降、『りぼん』に吉住渉『ミントな僕ら』（1997年）が、『小学五年生』（小学館）にやぶうち優『少女少年』（1997年）が、さらに『ちゃお』（同）に富所和子『ライバルはキュートBoy』（1999年）が相次いで登場した。永山は、女装した少年がアイドルになる展開を描いて長期連載作となった『少女少年』も子供たちに秘密の扉を開いたと推測している。これらの作品もただちにはブームに繋がらなかったが、来栖は、のちにブーム期を中心世代として迎えることになる読者たちの認識形成に、早くから影響を及ぼしたものとみている。
1990年代、男性読者向けの女装少年漫画は結局ほとんど現れなかった。ただし、来栖やライターの森瀬繚は、この時期に高橋留美子の少年漫画作品『らんま1/2』（1987年）がヒットを飛ばしていたことには注意を向けている。同作主人公の早乙女乱馬は水をかぶると女に変身してしまう特異体質の少年である。来栖は、そうした性転換ものは一般に受け手の抵抗感が小さく、当時においても広く受け入れられやすかったことを指摘し、『らんま1/2』とそれに続いたあろひろし『ふたば君チェンジ♡』（1990年）や西森博之『天使な小生意気』（1999年）などの作品群が、よりマニアックなジャンルであった女装ものへの入り口の役目を務めていたと考察している。
来栖は1990年代までの歴史を振り返り、「男の娘」的な作品のヒットはその間何度かあったものの、時代に先行しすぎていたことからいずれも単発的な流行にとどまり、ヒット作同士が線として繋がっていくことがなかったと総括している。『ひばりくん』にしても「男の娘」の「ルーツ」とまでの評価は過大であるという。

この状況が変わるためには、インターネットの普及と、マイナー〔引用者注：二次創作の同人誌など〕とメジャー〔同：大手商業誌〕、両方からの起爆が必要だった。
—来栖 2009b, p. 171

#### ショタ
アニメにおいては1970年代初頭から、幼少の男子キャラクターに性的な欲求を向ける女性ファンたちが存在していた。1980年代に入りショタコン（「正太郎コンプレックス」の略）とよばれるようになった人々であり、ショタコンによって愛されるキャラクターがショタである。このショタが、「男の娘」の成り立ちに直接影響したもの・最大の背景になったものだという複数の専門家の意見がある。
小学校高学年くらいの少年同士、または少年と若者の性行為が描かれるショタ作品は、もともとは「やおい」（ボーイズラブ、BL）のサブジャンルであった。少年を主人公とするアニメでは主として女性ファンによる二次創作がおこなわれていて、1983年に高橋陽一『キャプテン翼』がアニメ化されると各地の同人誌即売会の規模は急激に拡大した。同作の登場人物が少年から青年へと成長していく中、女性たちの人気を再び博したのが、元気な小学4年生の活躍する『魔神英雄伝ワタル』（1988年）であった。ショタが「やおい」から分離し、独自のジャンルとして成立する契機となったのが『ワタル』である。『ワタル』と後続作品のヒットにより、少年ものの二次創作はさらに活性化していった。そして、1994年に『赤ずきんチャチャ』『勇者警察ジェイデッカー』『ヤマトタケル』が放映されると男性のショタファンも急増し、同人誌の即売会は3作品の男女のファンで混み合うようになる。この流れに『ロミオの青い空』『新世紀エヴァンゲリオン』（いずれも1995年。『エヴァンゲリオン』の主人公・碇シンジは、その優柔不断な態度などからショタキャラクターとして注目されていた。）などが続いていった。

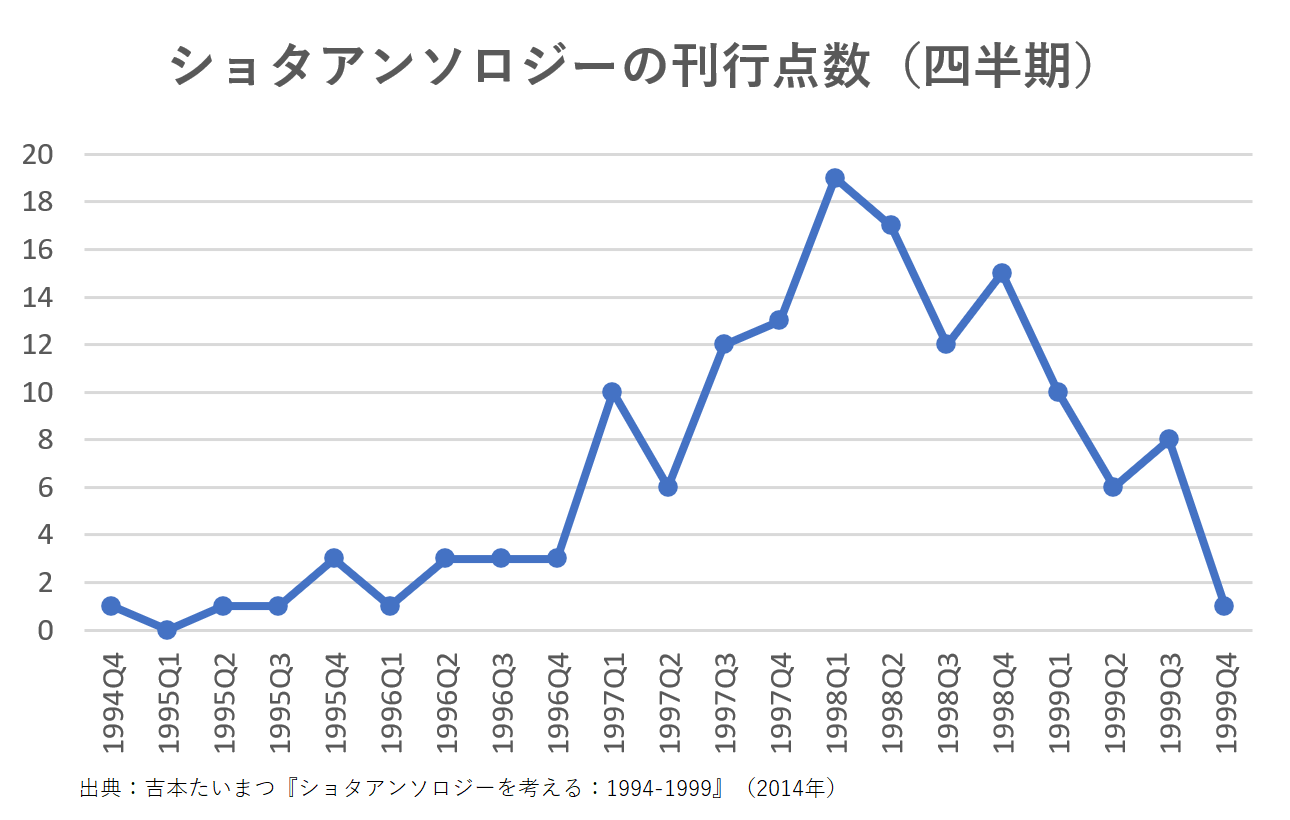
図3：ショタアンソロジー刊行点数の四半期推移（調査：吉本）
----
1997年に本格化したショタアンソロジーのブームは1998年3月に刊行点数のピークを迎え、1999年には早くも収束した。しかし、その男性向けジャンルからは女装少年などが派生し、拡散していった。

そうした中で「男の娘」の源流のひとつを形成したのが、ショタ作品を集めたアンソロジーコミック「ショタアンソロジー」であった。これは二次創作の盛り上がりを受けて生まれた同人誌アンソロジーを母体としており、少年ものの二次創作を出身とする女性作家が多く、最初は完全に女性向けの商品であった。それが、1995年にショタ専門の同人誌即売会「ショタケット」が開催されると、男性作家・編集者がこれに刺激を受け、便乗するように男性向けのショタアンソロジーも作られるようになっていった（ § その他の背景も参照）。
すると刊行数の急増に作家の確保が追いつかなくなり、女性向けに描いていた作家を男性向けに融通するということがおこなわれるようになった（その逆のパターンもあった）。ショタアンソロジーは成年向け領域における女性作家の男性向けジャンルへの大量越境の橋頭堡（永山 2015, p. 153）となり、多くの男性読者が女性作家の表現に触れる契機となったのである。日本視覚文化研究者のシャロン・キンセラ（Sharon Kinsella）は、このことはかわいい女装少年の現代様式を生み出したクロスオーバーポイントのひとつとして検討できるだろうと述べている。
このように成立したショタアンソロジーの多くは、性行為のシーンにおいて主人公の少年を受動的に描いていた。漫画・ジェンダー論研究者の堀あきこは、このことは読者男性の「男らしさ」（男性性）からの逃避願望を反映したものとして解釈できるとしている。永山は、ミソジニー（女性嫌悪）を内包する男性優位主義が衰退していった結果、女性を強く描き、少年を受動的に描く表現が登場してきたと解説している。ショタアンソロジーの性行為表現はまた、非常に過激なものでもあった。吉本は、ショタアンソロジーによって、かわいい少年が美少女と同じように、男性たちから「性的に消費」「まなざ（男性のまなざし）」される存在になっていったと述べている。

ショタアンソロジーが果たした重要な役割は〈かわいい男の子を性的に消費する表現を確立した〉ことであった。
—吉本 2015, p. 214、出典の強調は傍点

精神科医・批評家の斎藤環は、男性向けの作品では、少年は明らかに戦闘美少女の役割を担わされていると分析している。一方、吉本の調査によれば、この時点のショタアンソロジーでは女装している「受け」役は全体の3.5%にすぎなかった。吉本は、これは少年を女装させる手法がまだ確立していなかったためと推測している。
ショタアンソロジーは1995年から1998年にかけてブームを迎える。ブームの火付け役となった『U.C.BOYS：アンダーカバーボーイズ』（1995年、茜新社）を除いては女性向けの商品として扱われたため、後述する成年マークも付けられず、18歳未満の若者にも買われていった。最も多くの巻数が発行された、女性読者中心の『ROMEO』（1996年、一水社→光彩書房。誌名の由来は『ロミオの青い空』。）などにも男性の読者がつき、ピークの1998年には63種もの単行本が書店に並んだ。ところが同年、同性愛表現をポルノの範疇に含め、漫画も規制の対象とした児童ポルノ法案が国会で審議入りすると出版各社に動揺が走った。漫画は結局規制対象から外されたものの、このことが最大の原因となってショタアンソロジーは1999年に一度壊滅する（図3）。
ショタアンソロジーの作家は約75%が女性であり、多くは2000年代初頭のボーイズラブへと流れていったが、一部はのちに「男の娘」の登場する成年向け漫画で活動することになる。吉本は、ショタの流れを汲む象徴的なキャラクターとしてブリジットや渡良瀬準、木下秀吉（いずれも後述）などを挙げている。伊藤は、ハス太や津田信澄（後述）などを例に挙げて、「男の娘」とショタの境界は必ずしも明確になっていないと2023年に述べている。

#### ブリジット (GUILTY GEAR)
1991年に『ストリートファイターII』（カプコン）がヒットすると、多くのメーカーがこのジャンルに参入して対戦型格闘ゲームのブームが発生した。そこでは、かわいらしい仕草の少女キャラクターも多く活躍するようになっていった。2002年5月、GUILTY GEARシリーズ（アークシステムワークス）の新作『GUILTY GEAR XX（ギルティギア イグゼクス）』が稼働を開始する。「男の娘」の直接の先祖・ブームの起爆剤であるとされるキャラクターが、この作品に登場するブリジットである。
| # | 日付          | スレッドのタイトル                    |
| - | ------------- | ------------------------------------- |
| 1 | 2002年1月26日 | ブリジットが男確定、で自殺した奴の数→ |
| 2 | 2002年2月11日 | ブリジットが男確定、で転生した奴の数→ |
| 3 | 2002年3月6日  | 鰤たんと俺たちで創る理想郷            |

ブリジットはヨーヨーを武器に戦う、修道女風のミニスカート装束にスパッツを履いたキャラクターである。作品のリリースを報じたニュースメディアに掲載されたイラストがどう見ても少女の姿であったことから、シリーズのファンたちは美少女キャラクターが新作に登場するものと喜び、沸き立った。ところが、その後の報道で判明した事実に彼らは大きな衝撃を受けることになった。ブリジットは、双子を忌避する因習が残る村に双子の弟として生まれたため、女の子の姿で育てられたという設定の少年キャラクターだったのである。大空ひばりや有栖川桜らとも違い、性自認はれっきとした男性であった。当時の「2ちゃんねる」での反応を調査した来栖・吉本によれば、最初は男だとわかって絶望のような否定的な感想が支配的であったという。それが次第に男の子でも萌えるのでは？むしろ男だからいい！などの肯定的な意見に逆転していった（表1）。性別に由来する悩みを抱えず、一貫して元気でかわいらしく描かれたブリジットは、ゲーマーのコミュニティの垣根を越えてオタク全体へと認知を広げていく。来栖の取材したところによれば、アーク社には売り出すためにわざと性別を隠しておいてセンセーショナルな発表をおこなうという意図はなかった。実は男であるという設定が期せずして話題を呼び込んだのである。
ブリジットの影響で2002年から2003年にかけ、『好色少年のススメ』（2002年、茜新社）、『少年愛の美学』（2003年、松文館）、『少年嗜好』（2003年、桜桃書房）などのショタアンソロジーが、成年マーク付きで小規模ながら復活を遂げていった。そこでは1990年代と違い、女装少年の登場する作品も多く掲載されるようになっていた。

ブリジットが果たした役割は、〈かわいい少年と女装を結びつけた〉ことにあった。
—吉本 2015, p. 215、出典の強調は傍点

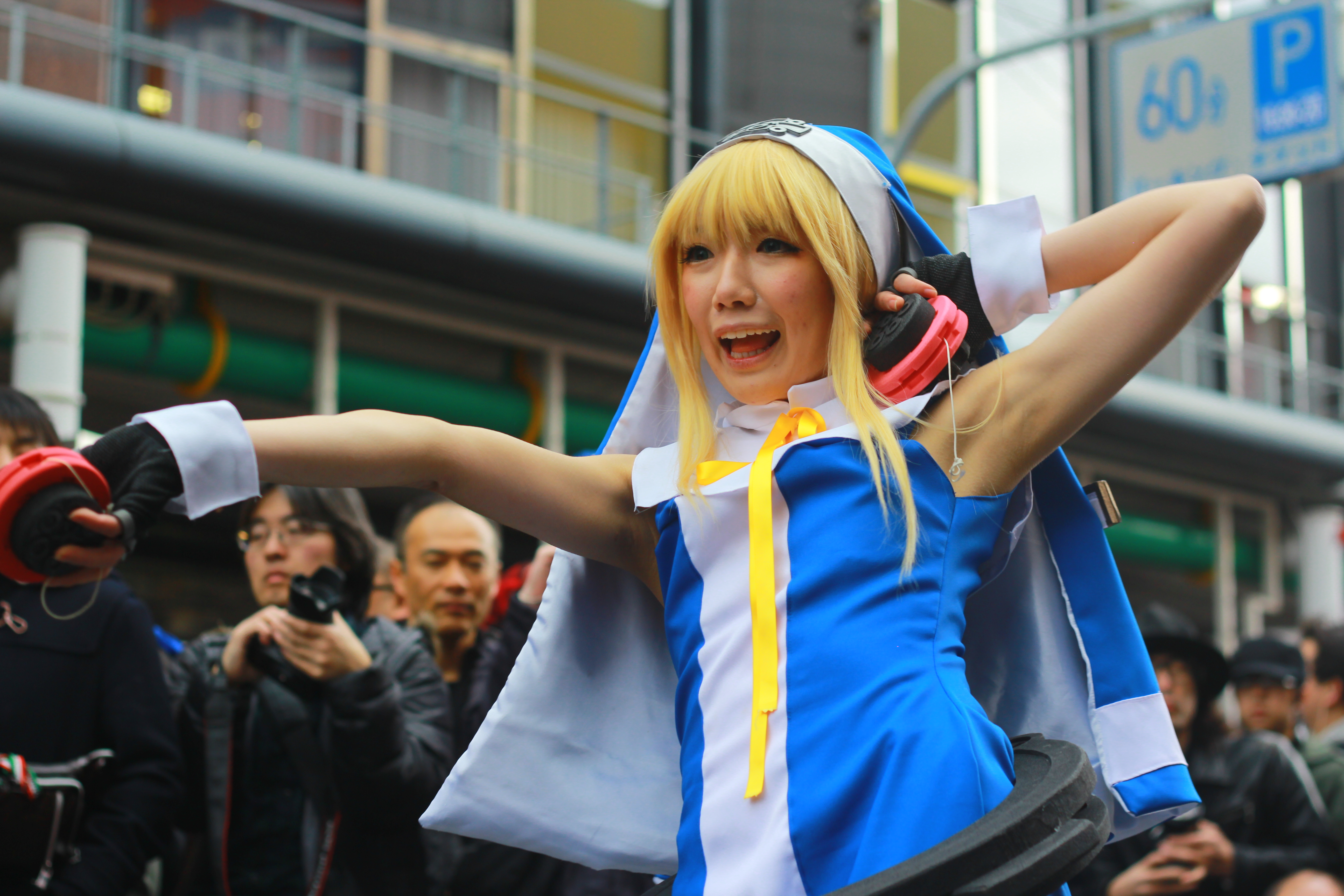
ブリジット（コスプレ）。その登場で女装少年という新たな萌え属性が確立した。

ブリジットの修道服はゆったりとしたデザインになっていて、男子の身体の線はそれによって隠されていた。吉本は、「男の娘」の描き方が確立されるまでにはもう少しの進歩を待たなければならなかったとしつつ、ブリジットの登場によって、かわいい少年をよりかわいらしく見せるための手段としての「女装」が発見されたと解説している。来栖も吉本とともに、女装した少年に「萌え」るという感覚を作り出し、女装を男性向けジャンルの萌え属性（萌え要素）のひとつとして確立させたのはブリジットであったと述べている。画像掲示板の「ふたば☆ちゃんねる」では「こんなかわいい子が女の子のはずがない」という「男の娘」を象徴する倒錯フレーズが生まれたが、吉本によればこれもブリジットに端を発したものであった。
そして2002年11月、ブリジットをメインに据えた、女装・ふたなり・女体化の同人誌即売会「鰤（）計画」が開催され、盛況となった（いわゆるオンリーイベント。「鰤」はブリジットの愛称。）。2004年に「計画」へ改称したこのイベントには、のちの「男の娘」ブームを支えることになる人々が多数参加していた。例えば、後述する『オンナノコになりたい!』の著者・三葉と編集者・土方敏良はともに「計画」に参加しており、2人の出会いが同書の出版に繋がっている。「鰤計画」の刺激を受けた2006年の「男の娘COS☆H」では、参加者の交流により重きが置かれるようになった。前述したように、「男の娘」という語はそのイベントにおいて初めて記録に残る形で使用された。来栖は、「男の娘」という言葉の定着はブリジットによるところが大きかったと述べている。

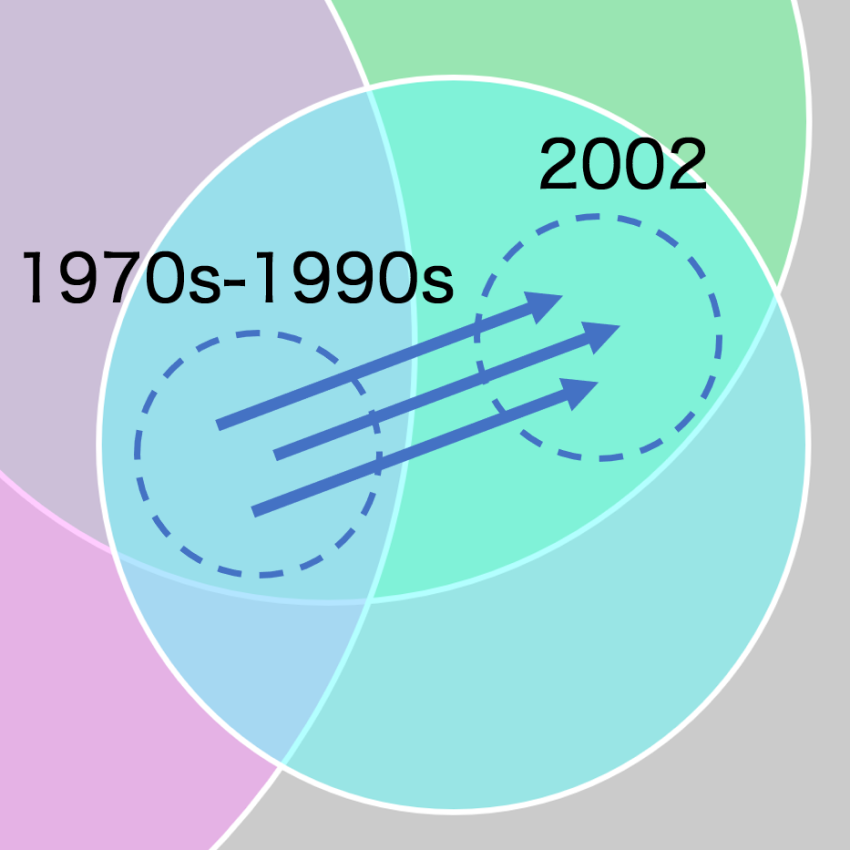
2002年に主流の転換が起きた（図2も参照）。特にブリジットは従来の常識を一変させ、その後に大きな影響を及ぼした。

来栖は、『GUILTY GEAR XX』が稼働を始めた2002年を特別な年であったと評している。この年には漫画ジャンルにおいても、つだみきよ『プリンセス・プリンセス』、叶恭弘『プリティフェイス』、志村貴子『放浪息子』、宮野ともちか『ゆびさきミルクティー』といった複数の女装少年作品が発表されたが、それらに登場した女装少年は『放浪息子』を除いて、すべてブリジットと同様に性自認が男性であった（『放浪息子』の主人公にしても性的指向は徹底して女性に向いていた）。来栖は、1970年代 - 1990年代の女装キャラクターはオカマやニューハーフ的な、暗さや悩みといったものと無縁ではいられなかったとしたうえで、2002年に始まったこれらの作品群がかつての時代とは違う流れを生み出したと論じている。吉本は、塩野干支郎次『ブロッケンブラッド』（2003年）の主人公・守流津健一の女装について、強制されておこなっているところに笑いが生まれていると分析している。
『ゆびさきミルクティー』はまた、「かわいい自分」という男性のナルシシズムを意識的に描いた点で、吉本・来栖らにより特筆すべき作品とみなされている。この時期の主要な作品としてはほかに、畑健二郎『ハヤテのごとく!』（2004年）、桜場コハル『みなみけ』（2004年）、遠藤海成『まりあ†ほりっく』（2006年）などが挙げられる。『週刊少年サンデー』（小学館）で連載された『ハヤテのごとく!』により、女装主人公の少年漫画はついに一般誌で定着した。

#### 百合

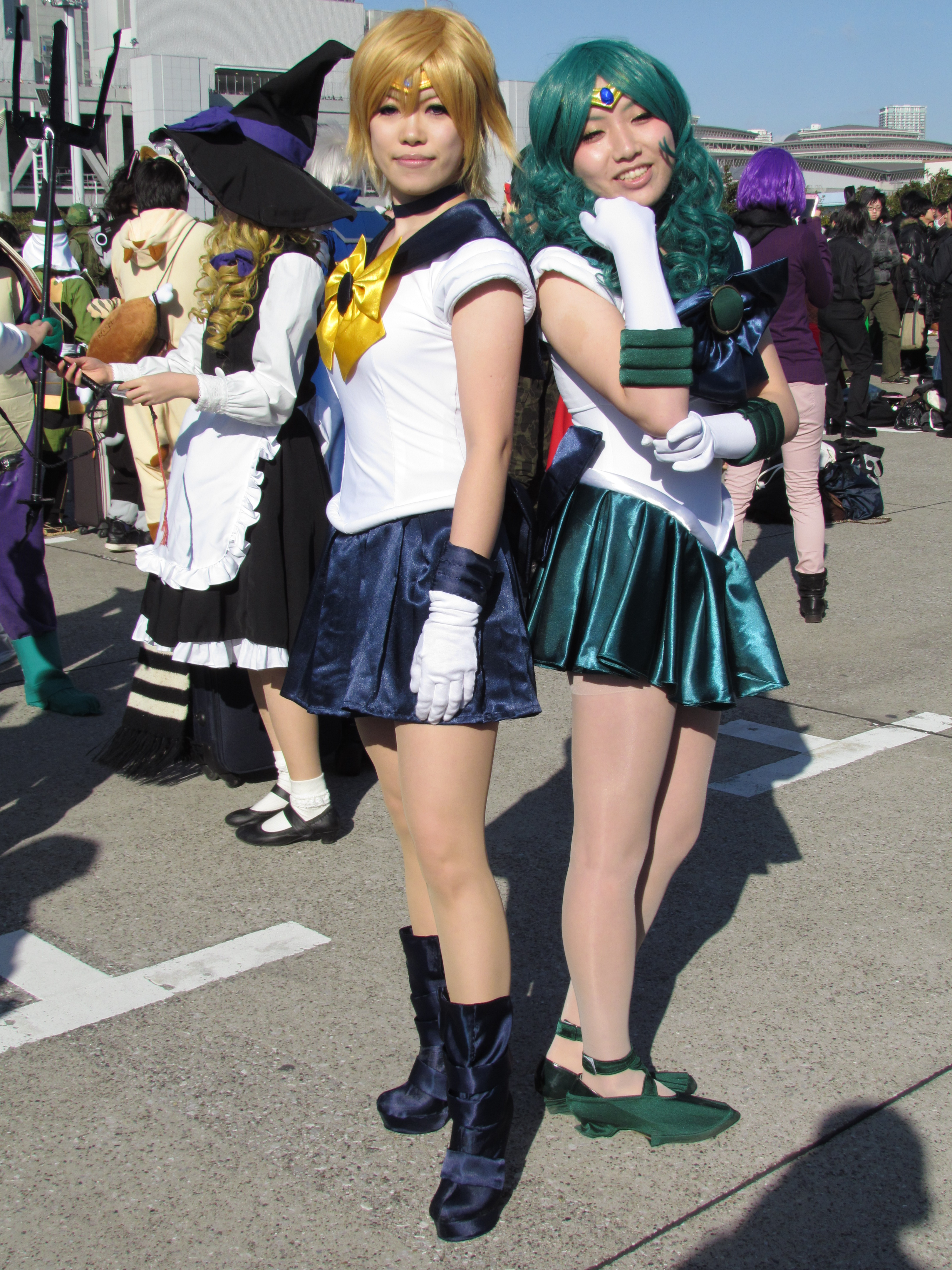
セーラー戦士・天王はるかと海王みちるのコスプレ。

1990年代以降、武内直子の漫画作品『美少女戦士セーラームーン』（1991年）、テレビアニメ『少女革命ウテナ』（1997年）、今野緒雪による少女小説『マリア様がみてる（マリみて）』（1998年）のヒットを契機として百合ブームが発生した。百合とは、性的表現を含まない女性同性愛、少女同士の淡い関係・微妙な距離感などと説明されるような題材を扱う作品ジャンルであり、これもまた「男の娘」の背景のひとつと考えられている。
まず『セーラームーン』が1992年にアニメ化されると、同作のパロディが女性同人誌コミュニティで盛んに作られるようになった。それらの内容は、セーラー戦士・天王はるかと海王みちるのカップリングに代表されるような百合（ただし性的描写を多分に含んでいた）であった。社会学者の熊田一雄によれば、吉屋信子以来の高邁な魂を呼び合う二人といった百合のテーマは、『セーラームーン』によって身近な愛へと一変した。藤本も、同作の二次創作においてそれ以前の百合作品に見られたような暗さが消失したことを指摘している。
『少女革命ウテナ』の主人公・天上ウテナは、男装した少女であった。従来創作における女性の男装シーンには、例えば『リボンの騎士』（1953年、前出）のサファイアや、池田理代子『ベルサイユのバラ』（1972年）のオスカルなどにおけるように、女性であることを捨てて社会的な力を獲得しようとする彼女たちの覚悟が繰り返し描かれてきたが、女性であることを決して捨てない天上ウテナの、ある種女性的な男装には、女性の生きづらさが減った、と思われた、二十世紀末の状況（久米 2013, p. 71）を示唆するような試みがあった。すでに『セーラームーン』によって女性であることが武器である（『ウテナ』監督・幾原邦彦）ことは示されていたのである。
そこへ続いた『マリみて』の影響は大きかった。集英社の少女向けレーベル・コバルト文庫から1998年に刊行された『マリみて』は、2003年に男性たちの間で大きなブームを巻き起こし、2004年にはアニメ化もされた。俗世から隔絶された男子禁制のミッションスクールで、少女同士が恋愛的な関係（シスターフッド）を結ぶさまに、男性たちは「萌え」たのである。どうして俺は女子高生じゃないんだ！というファンによる関連掲示板への投稿は、彼らの間で名言として伝えられていった。
男性が百合を支持した理由について、熊田は2005年に、社会学者・岩井阿礼の「やおい」に関する実証研究を援用した仮説を提示している。岩井は1995年、「やおい」の女性作家・読者は良妻賢母を理想とするような古い女性ジェンダーと、男女の対等な関係を求める新しい女性ジェンダーとの間で板挟みになっているという調査結果をもとに、彼女たちは「対等な対」のあり方に思いをめぐらせる思考実験あるいは避難の場として、「男性同性愛」という形式を、必要としたという推測をおこなった。熊田はそれを受け、21世紀初頭の男性たちもまた、女性たちを一方的に値踏みする古い男性ジェンダーと、対等な関係を求める新しい男性ジェンダーとの間で板挟みになる中で、かつての女性たちと同様に「対等な対」のあり方に思いをめぐらせる思考実験あるいは避難の場所として、「女性同性愛」という形式を必要としたと推測したのである。そして複数の専門家が、特にアダルトゲームにおける女装もののブームの背景に、この百合ブームがあったことを指摘している。
後述する、主人公が女装して女学園に通うという内容の『処女はお姉さまに恋してる（おとめはボクにこいしてる、おとボク）』（2005年、キャラメルBOX）には、『マリみて』ブームの影響が強く見られる。物語の流れは、女装した主人公と、主人公を同性の友人として迎え入れた学園のヒロインたちとの間に、やがて女同士としての恋愛感情が芽生えていく——といったもので、日本近代文学研究者の久米依子は、この同性愛的な展開が自然に受容された背景に『マリみて』などのヒットがあったとしている。吉本やゲームシナリオライターの彼佐真近らも、女装もののアダルトゲームには百合関係を体験したいという男性たちの願望が反映されていると解説している。以下は、2010年の森瀬の記事における、ゲームシナリオライター2人の対談の抜粋である。
業界誌『PC NEWS』の編集長（2005年当時）・今俊郎は、アダルトゲーム市場のムーブメントは一般に周辺市場の動向に追随して生じると説明し、『おとボク』のブレイクも決して偶然のものではなかったと述べている。この時期には『マリみて』の影響などで、『おとボク』以外の女装もののアダルトゲーム作品も急速に数を増やした。2000年代の作品では、『るいは智を呼ぶ』（2008年、暁WORKS）や、『花と乙女に祝福を』（2009年、ensemble）などにも『マリみて』の影響が指摘されている。久米は、主人公が「男の娘」化するのちのライトノベル作品群についても、百合ブームから繋がった『おとボク』などのアダルトゲームの影響を直接に受けたものと推測している。

#### アダルトゲーム
日本におけるアダルトゲームの市場は、1997年の『To Heart』（Leaf）や1999年の『Kanon』（Key）などのヒット以降、『AIR』（2000年、同）など注目作の登場もあり、2002年にかけて急速な拡大を遂げていった。それは業界にさまざまな表現の模索を可能とさせた。「男の娘」キャラクターに本格的な注目が集まったのは2005年、このジャンルにおいてであった。
アダルトゲームの作中に女装した少年を登場させることには、2004年まで賛否両論が存在していた。例えば『はなマルッ!』（2004年、TinkerBell）では、ヒロインの一人が男性であることが発売日まで伏せられていたため、購入した一部のユーザーがメーカーに抗議する事態に発展している。ところが2005年に『おとボク』と『はぴねす!』（ういんどみる）が発売されると、そうした状況は大きく変わった。『おとボク』の主人公・宮小路瑞穂は、祖父の遺言で名門女学園へ無理矢理に入学させられるが、たちまち人気者となり、全校生徒の代表（お姉さま）に選出される（ § 百合も参照）。『はぴねす!』の渡良瀬準は、主人公のヒロイン攻略をサポートするサブキャラクターのはずでありながら、女装姿でコケティッシュな魅力を自ら振りまき、物語をけん引していく。瑞穂と準はともに、メーカー公式のキャラクター人気投票で、正規のヒロインたちを差し置いて1位を獲得したのである。
瑞穂と準もまた、性自認を明確に男性とするキャラクターであった。来栖は、瑞穂と準が2000年代半ばを代表する「男の娘」であったとし、2人が同じ年に登場したのは偶然ではなかったという趣旨を述べている。吉本は、瑞穂と準をまさに「男の娘」と呼ばれるに相応しいキャラクターであったと評し、それまで曖昧だった「男の娘」の基準がこの2人により整理されていったと述べている。

瑞穂と準は〈男の娘の理想型のひとつを示した〉のである。
—吉本 2015, p. 216、出典の強調は傍点

暮沢も、瑞穂と準を「男の娘」の歴史におけるエポックメーキングなキャラクターと評している。両者の設定上の差異はまた、「男の娘」キャラクターに豊富なバリエーションが存在することを示していた（「男の娘キャラクターの一覧 § 分類」も参照）。
〔……〕
そして、この2つの作品が2006年にテレビアニメ化されたことで、それまで成年向けコンテンツに触れることのなかった人々にも「男の娘」的なキャラクター類型の存在が広く知られるようになった。テレビアニメ『乙女はお姉さまに恋してる』（『処女は—』から改題）は2006年の全アニメ作品を対象にした「このアニメがすごい! 2007」（宝島社）で13位に入賞し、宮小路瑞穂は第29回アニメグランプリ（徳間書店）で男性キャラクター部門の11位にランクインを果たした。
吉本は、準の果たした役割を特に評価している。メーカー公式サイトで「オカマちゃん」と紹介されていた準のデザインは、瑞穂のような胸の膨らみがなく、肩幅も女性キャラクターよりわずかに広く描かれるなど、全体において目立たない程度に男性らしさを主張するもので、従来の女装少年たちのそれとは一線を画していた（吉本はそこに女装ショタの影響を認めている）。吉本は、ここにおいてついに「男の娘」の描き方のスタンダードが完成したと主張するのである。

準は、〈男の娘の描き方を完成させた〉点で、重要な役割を果たしたのである。
—吉本 2015, p. 217、出典の強調は傍点

準は「準にゃん」という愛称で親しまれるようになり、2006年のファンディスクでは攻略対象のヒロインに昇格した。2007年には渡良瀬準のオンリーイベント「準にゃん足りてる？」が開催されている。森瀬は、準がアダルトゲームにおける「男の娘」属性確立のターニングポイントとなったと述べている。宮本は、二次元の「男の娘」の確立の基盤となったキャラクターの一人として準を評価している。
『おとボク』と『はぴねす!』のヒットによって女装ものはアダルトゲームにおいてブームを迎え、『恋する乙女と守護の楯』（2007年、AXL）や『キラ☆キラ』（2007年、OVERDRIVE）などの作品があとに続いた。女装もの専門ブランドのCatearやCAGEなどがこの人気を側面から支え、すでに『空想女装少年コレクション』（2005年）を出していた一迅社からは、『女装少年コレクション ゲーム編』（2008年）と『女装少年コレクション ゲーム編2009』（2009年）が続けて刊行された。2005年後半から2008年前半までに登場した女装少年キャラクターは48人（ゲーム編）であったのに対し、その後2009年前半までにさらに39人（ゲーム編2009、重複1人）が登場する事態となっていた。吉本は、わずか1年で驚くべき伸びを示したと述べ、2008年から2009年にかけて表現の幅が広がりを見せたと分析している。
アダルトゲーム業界が「男の娘」の拡散に果たした役割には大きなものがあった。

#### コスプレ・女装

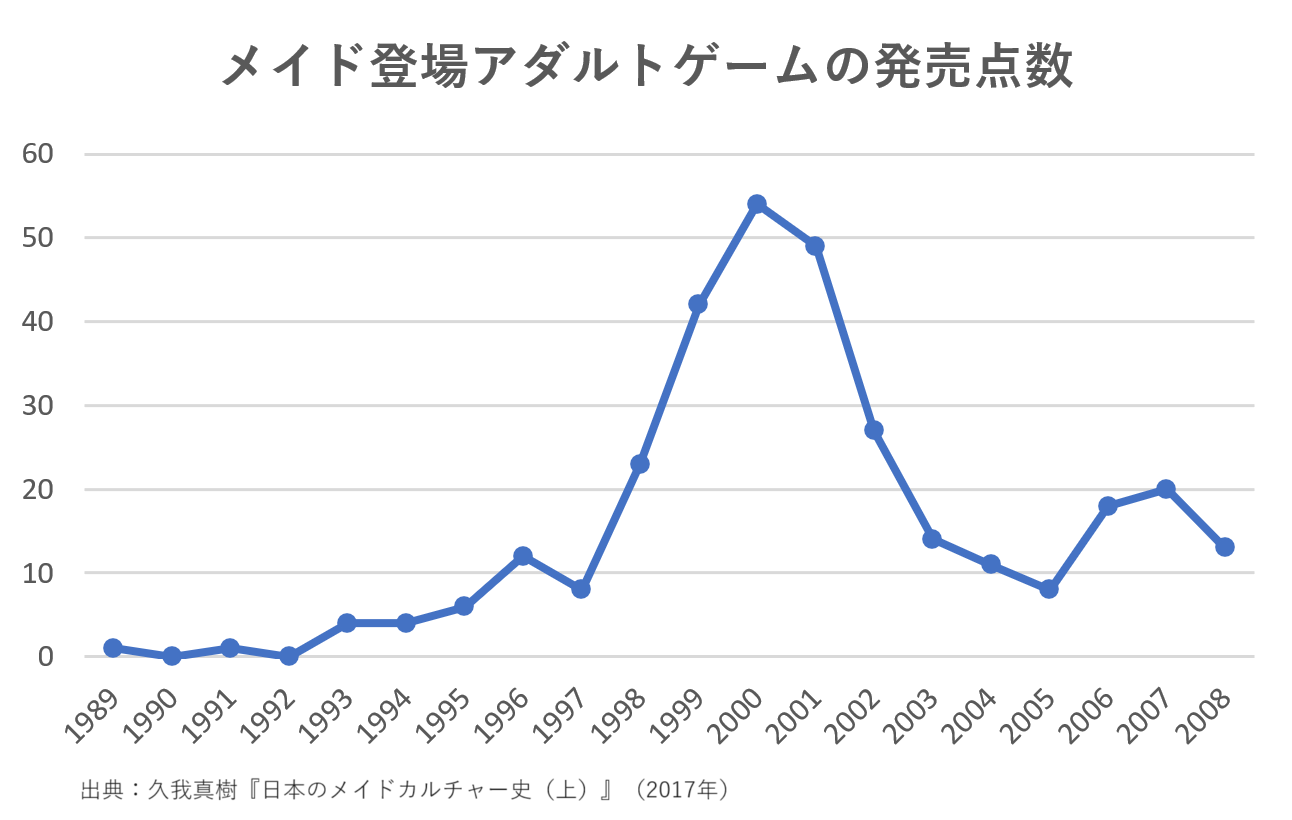
図4：メイド登場アダルトゲームの発売点数の推移（調査：『PC Angel』、森瀬）
----
アダルトゲームでは『殻の中の小鳥』（1996年、BLACK PACKAGE）が、メイド服（フレンチメイド型）を着れば誰でもメイドになれるという感覚を作り出した。以降、メイドを明るく描いた作品が多数発表されていった。

『ストリートファイターII』と『セーラームーン』がヒットすると、日本におけるコスプレイヤーの数は両作品を中心に、1992年ごろから激増を始めた。『エヴァンゲリオン』のブームを経て、恋愛シミュレーションゲーム『ときめきメモリアル』（1994年、コナミ）が社会現象にもなった1990年代後半には、ギャルゲーやアダルトゲームがコスプレの主な題材として選ばれるようになる。同時期のメイド作品ブームもあって、女性コスプレイヤーたちの人気は『To Heart』や『Piaキャロットへようこそ!!2』（1997年、カクテル・ソフト）などに登場するメイドキャラクターへと集まった。コスプレ人口の拡大とともに、女性キャラクターのコスプレ願望を抱く男性の数も自然と増えていたが、メイド服は着用が容易で、量販店（ドン・キホーテなど）やインターネット通販などで安価かつ簡単に入手できたものであったことから、彼らの一部は実際の女装コスプレへと踏み切っていった。
とはいえそうした女装者たちの外見は、どうしても見苦しいものになりがちであった。同人誌即売会の中には、他者に不快感を与えかねない女装コスプレを一律に排除したりせず、許可制や事前登録制にするなど妥協点を模索したところもあったが、最終的な判断を曖昧な主観に頼ったため、現地の会場などでは参加者同士のトラブルも生じるようになった。1990年代末の東京都内では、コミックマーケット（コミケ、コミケット）など少数の例外をのぞき、ほとんどのイベントで女装コスプレが禁止となっていた。前出の即売会「鰤計画」（2002年）と「男の娘COS☆H」（2006年）はともに多くの女装コスプレイヤーを参加させ、そのような状況に一石を投じようとしたものである。しかしながら結局、日本におけるコスプレとは2000年代半ばまで、女性による男装/女装コスプレとほぼ同義のものであり続けた。
そっと横顔を観察して「ああ、やっぱり男の子だ」と思う。それにしても美形だ。〔……〕
クオリティの高い女装コスプレを可能にし、その流行の切っ掛けになったといわれるのが、2007年に一迅社が刊行した初心者向けの女装マニュアル『オンナノコになりたい!』である。同書はムダ毛の処理方法に始まり、女性服の入手手段、髪の毛のカットの仕方、化粧品の使い方などを解説したもので、内容的には従来の指南書の域を出るものではなかったが、表紙に萌え絵をあしらったそのデザインは二次元の女装キャラクターに憧れるオタク男性を主な購買層に据えたことをうかがわせるものであった。『オンナノコになりたい!』は女装の情報を求めていた新たな層の手に渡り、大きな話題を呼んだ。

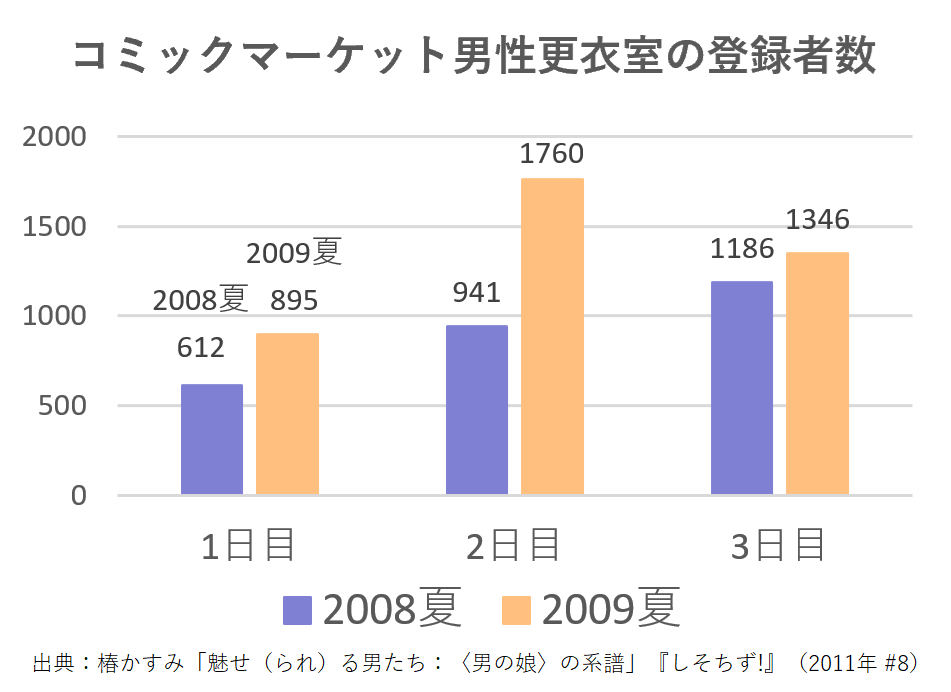
図5：コミックマーケット男性更衣室の登録者数の推移
----
コミケでは日ごとに出展サークルのジャンルが入れ替わる。この当時『東方』は2日目。

来栖や椿、女装者・女装研究者のあしやまひろこらは、『東方Project』シリーズ（1996年 - 、上海アリス幻樂団）の影響も大きかったことを指摘している。ニコニコ動画の本格運用が始まり、『東方』はVOCALOID・アイドルマスターと並ぶ「御三家」の一角として、2008年ごろから爆発的なブームを形成していた。『東方』の男性コスプレイヤーも急増したが、作品キャラクターはほぼ全員が少女の姿をしていたため、彼らのコスプレは多くが必然的に女装コスプレとなったのである。伊藤によれば、2009年夏のコミックマーケットでは『東方』コスプレが非常に多かったほか、谷川流原作のアニメ『涼宮ハルヒの憂鬱』（2006年）の女装コスプレも目立ち、イベント会場は多くの女装コスプレイヤーでにぎわっていたという（図5）。

『東方』の人気は、女装という行為を一気に普遍的なものへと昇華させた。
—椿 2011, p. 28

この時期、二次元のキャラクターに対してだけでなく、現実の女装男性に対しても徐々に「男の娘」の呼称が使われ始めていた。即売会で急増した女装コスプレイヤーの中からは「男の娘」（コスプレした当人のこと）をタイトルに冠した同人写真集などが出され、旧来の女装家や女装願望を抱いていた人々の中からも、二次元キャラクターの姿を理想としつつ、商業作品のコスプレではない、自己表現としてのオリジナルの女装をしようとする動きが起こっていった（現実世界の女装の系譜と、二次元の「男の娘」文化の接続）。「男の娘」は女装した男性全般を無条件に指すものではなく、女装者のかわいらしさに対する見る側の評価が重視される言葉である（ § 定義も参照）。椿は、あなたは女性にしか見えないという「男の娘」が、女装した男性を指す語としては初めて肯定的な意味を持ったもの・褒め言葉として機能していたと考察している。
『オンナノコになりたい!』の発売と同じ2007年の8月、秋葉原では女装メイド喫茶「雲雀（）亭」が開店している。『Piaキャロットへようこそ!!2』のヒットに端を発し、2003年ごろにブレイクしたメイド喫茶のブームに陰りが見え始めていた時期のことで、非常設の企画店舗であったながらオープン当初から入店3時間以上待ちの混雑が続き、最盛期には6時間待ちの行列もつくられた。
さらに同じ2007年8月には、モカというトランス女性（トランスジェンダー女性、MtF）により、定期開催の女装イベント「プロパガンダ」も立ち上げられている。mixiコミュニティで告知され、新宿二丁目にある収容人数50人の店で始まったこのイベントは、回を追うごとに参加人数が膨らんでいき、やがて国内最大規模の女装の祭典へと成長していく。川本の伝え聞いたところによれば、モカは二丁目特有の側面（ハッテン要素など）を極力排し、「プロパガンダ」をポップな方向へと誘導していった。あしやまは2014年に、「プロパガンダ」はのちの女装ブームの起爆剤となった感があると振り返っている。
『オンナノコになりたい!』のあとには『オトコの娘のための変身ガイド』（2008年、遊タイム出版）や『女の子の声になろう!』（2009年、秀和システム）など、同様の入門書が数多く続いていった。伊藤はそのようなものからも、二次元の「男の娘」に憧れて、現実でそれを再現しようとする動きが当時起こっていたことが読み取れるとしている。吉本は、現実の男性に影響を与えたであろう作品として、自身の男性ジェンダーに違和感を持ち、女の子になりたいと願う（と吉本が解釈する）少年をそれぞれ主人公としていた『放浪息子』『ゆびさきミルクティー』（前出）を挙げている。来栖は、子供のころに読んだ『少女少年』（前出）などの影響を受けて女装を始めた者も多かったようだと述べている。

### 「男の娘」ブーム

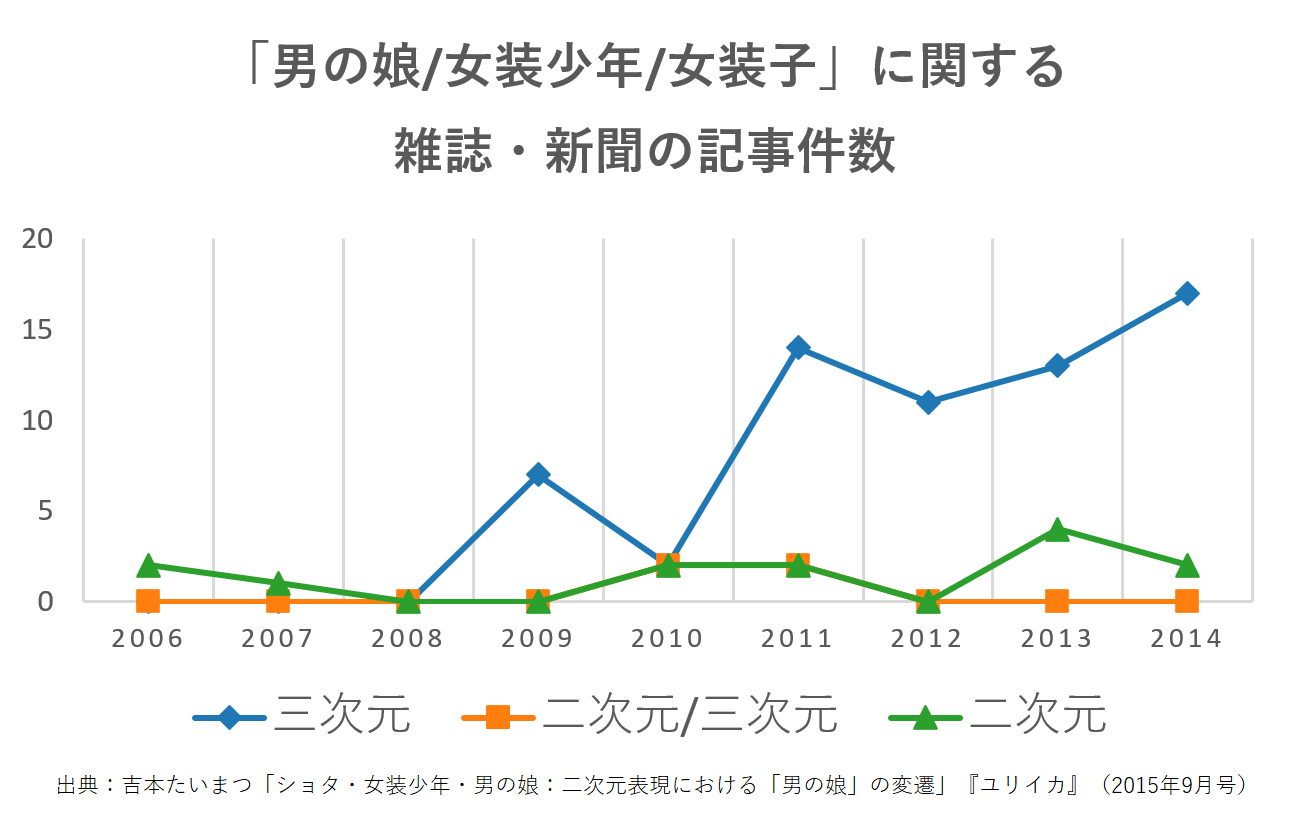
図6：「男の娘/女装少年/女装子」に関する雑誌・新聞記事の件数の推移（調査：吉本。データは図1と同じ。）

2006年以降、「男の娘」という概念は次第に認知されるようになり、普及していった（ § コスプレ・女装も参照）。アダルトゲームでは、2007年の『ツイ☆てる』（c:drive）公式サイト中に「男の娘」の記載が確認できる。ショタアンソロジーでも、2007年末になり「男の娘」という表現が初めて登場する（吉本調べ）。2008年のメディアミックス作品『オトコのコはメイド服がお好き!?』（ホビージャパン）を分析した吉本は、渡良瀬準に始まった「男の娘」キャラクターの描き方がこの時期には確立していると判断している。
2009年にかけて「男の娘」は急速に拡散していく。2007年にイラスト投稿サイトのPixivが、2008年にTwitter（のちの「X」）日本語版がそれぞれサービスを開始すると、多数の一般人がそこで作品を発表するようになっていった。「男の娘」は当時流行しつつあった萌え擬人化などとイラスト作品の相性がよく、インターネット上でブームとなっていった。例えば、オオムラサキを擬人化した茨城県下妻市のマスコットキャラクター「シモンちゃん」は、そのデザインが一新（2006年）されたところ、少女風の絵柄であったにもかかわらず背中の翅の特徴がオスのものであったため、女装した少年ではないかという噂が立った。下妻市は2007年に性別は未定という見解を出したが、それがかえって「シモンちゃん＝男の娘」イラストの拡散を煽ることになった。2009年のニンテンドーDS用ゲーム『THE IDOLM@STER Dearly Stars』（バンダイナムコゲームス）の主人公の一人・秋月涼は、女装した少年であった。『GUILTY GEAR XX』リリース時のブリジットと情報の出し方が似ており、男ではないかという大方の予想が的中すると、メーカーの決断を称える声とともに人気キャラクターとして定着した。あしやまは、『ひばりくん』と松本トモキ『プラナス・ガール』（2009年）の対比のうちに1980年代から2000年代に至るまでのパラダイムシフトを見いだしている。かつての大空ひばりは家族以外の人々には本当は男であることを隠さなければならなかったが、『プラナス・ガール』のヒロイン・藍川絆は性別を偽らずとも学園のアイドルとして受け入れられる。あしやまは、「かわいいは正義」が（2000年代において）作品のシンプルなテーマとして通用するようになったと述べている。
2009年5月、三和出版から成年向けの女装男性専門誌『オトコノコ倶楽部』（のちに編集者の井戸が独立し『オトコノコ時代』（マイウェイ出版）へと改題）が刊行され、創刊号はマニア誌としては異例の発行部数を記録した。井戸は後年、「男の娘」という語を当時頻繁にインターネットで見かけるようになっていたとし、男の娘ということばのポップな、現代的なイメージを借りれば、ことば自体もキャッチーだし、〔引用者注：従来のニューハーフ雑誌より〕もっと幅広い層に受けるんじゃないかと思ったと明かしている。「男の娘」という語と旧来語の「女装少年」は2009年ごろまでシェアを競っていたが、2010年代に入ると「男の娘」が優勢となり「女装少年」を置き換えるようになっていった。

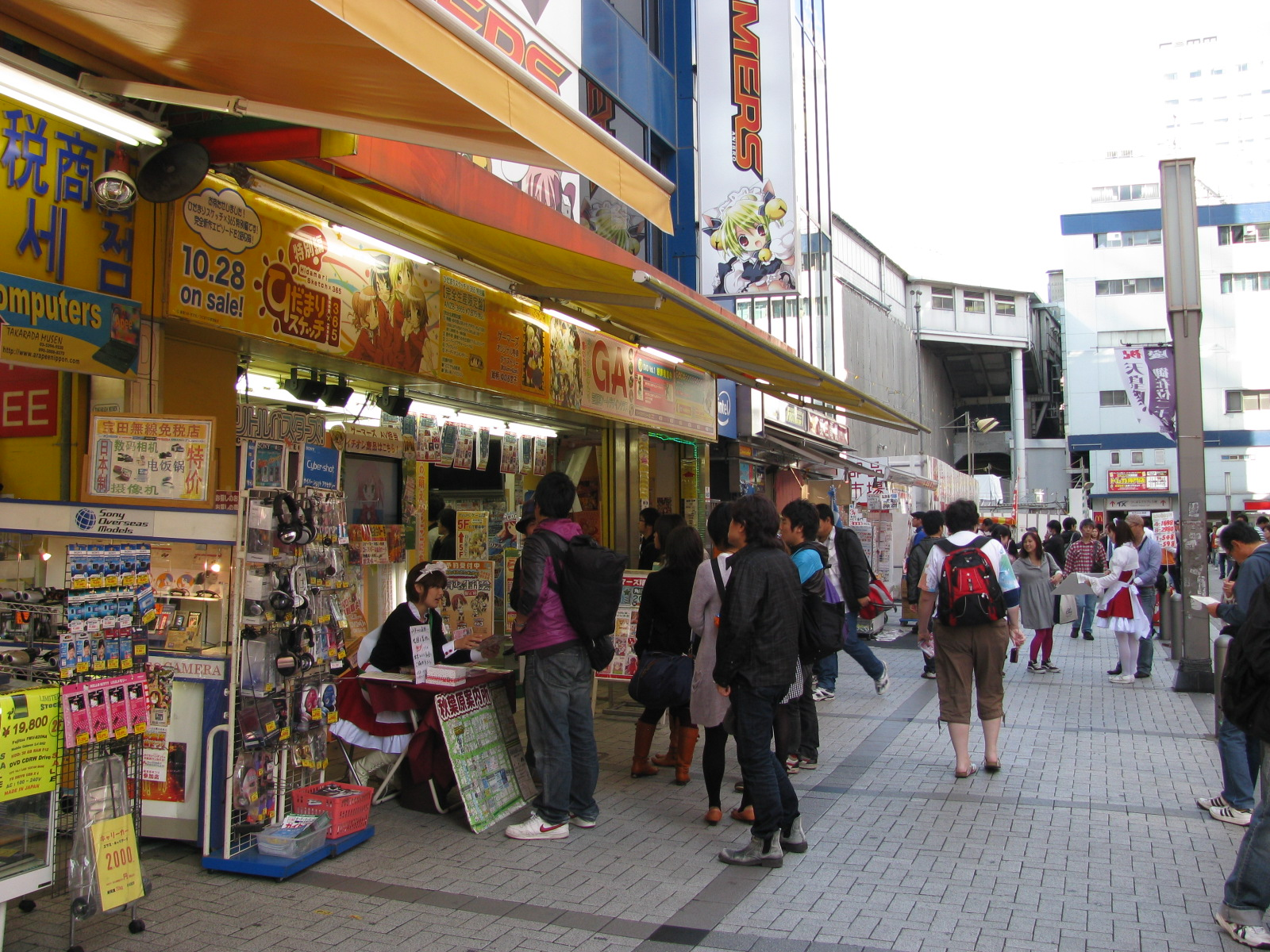
秋葉原（2009年）
----
（2011年、雑誌の読者投稿欄）

東京の女装文化の中心は1990年代までは新宿であったが、「男の娘」文化の中心となったのは秋葉原であった。2009年5月、雲雀亭からスタッフの「茶漬け」が独立する形で、同地に「男の娘カフェ&バー NEWTYPE」が開店した。常設の店舗となった「NEWTYPE」は、男性向けの女性用メイク講座を開いたり、店員の写真集やDVDを発売するなどして秋葉原の女装文化の中心的な存在になっていった。2009年以降「男の娘」に関するメディア報道が増えていったが（図6）、それらの多くが「NEWTYPE」を取材したものであった。
2009年11月には、化粧した男性たちが美しさを競い合うイベント「東京化粧男子宣言!」の第1回が東京都荒川区で開催されている。主催は『オトコノコ倶楽部』第1号の表紙を飾った井上魅夜。司会は女装タレントのいがらし奈波。ニューハーフAV女優の月野姫や、ミス・ユニバース・ジャパン主催企業社長（当時）の谷本龍哉、漫画家のいがらしゆみこ、三橋らが審査員を務め、これもテレビ局の取材を受けた。

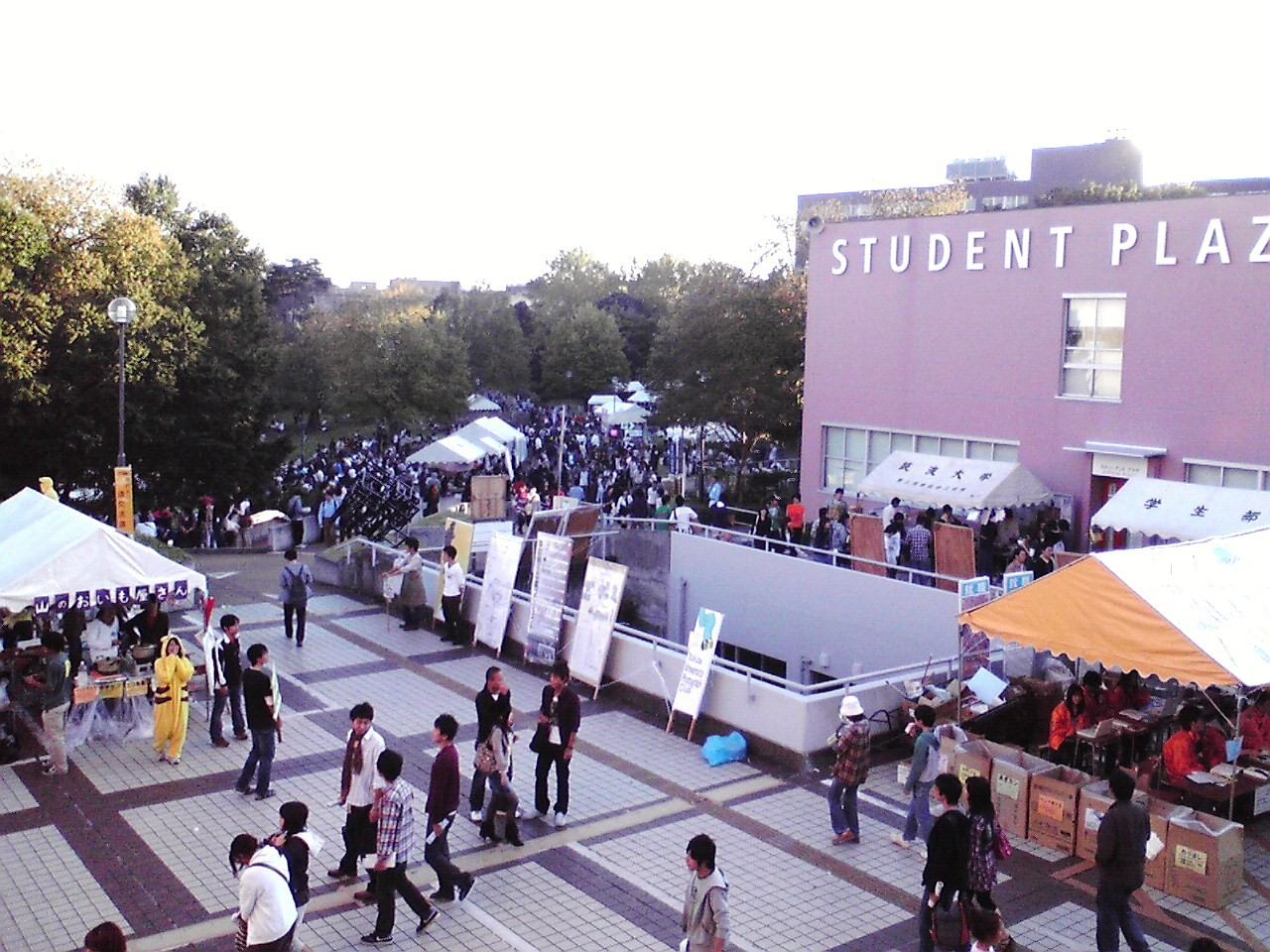
筑波大学学園祭（2009年）

女装コスプレでは、2011年のオリジナルアニメ『魔法少女まどか☆マギカ』などが支持を集めたほか、『東方』の人気も安定（2011年時点）していた。また、複数の大学で女装コンテストが活発に開かれるようになった。2011年には川本が確認しただけで、東京大学・電気通信大学・東京工業大学（のちの東京科学大学）など6校でコンテストが実施されており、参加者の大半はオタクであったという。筑波大学は2005年につくばエクスプレスで秋葉原と結ばれ、川本によれば2014年当時最も盛んに女装がおこなわれる大学となっていた。女装の流行は彼らを中心として若年層に広がり、インターネットには若い男性の女装画像が大量にアップロードされるようになっていった。Twitterでは「#女に見えたらRT」などというハッシュタグが使われていた（2013年時点）。
比較文化研究者の佐伯順子がおこなった調査によれば、「男の娘」「女装子」の新聞メディア初出は、2010年1月27日付け読売新聞の以下の記事である。
NHKの英語ニュース番組『NEWSLINE』は2010年2月、こうした日本の現象を「Boys will be boys?」と題して世界百数十カ国に向けて紹介した。コメント出演の依頼を受けた三橋によれば、驚いた三橋がそのようなニュースを流して大丈夫なのかと確認したところ、番組のディレクターは実は、日本国内よりも外国で注目されているので、十分ニュース価値があるんですと答えたという。5月にはBS情報番組『MAG・ネット：マンガ・アニメ・ゲームのゲンバ』でも「男の娘」が特集されている（吉本らが出演）。
そしてこの年には「男の娘」の一般向け専門誌も2誌創刊された。月刊漫画誌の販路を確立していた一迅社の『わぁい!』と、実話・実録系方面から参入したミリオン出版の『おと☆娘（）』である。両誌はともに、オリジナルの「男の娘」漫画と、「男の娘」が登場するアダルトゲームやアニメなどの作品紹介を主なコンテンツとしつつ、女装指南のコーナーを設けるなど三次元にも配慮した構成をとっていた（『わぁい!』の指南コーナーは前述した『オンナノコになりたい!』の出張版であった）。両誌はまた男性サイズのブルマーやスクール水着、ニーソックス、ミニスカートなどを付録につけており、吉本は、男性の女装したいという欲求が高まったことも創刊の原動力のひとつになっていたことがわかると述べている。キンセラは、二次元から三次元へと移行していく動きが『わぁい!』などに見られたと報告している。
さらに両社からは、「男の娘」漫画のアンソロジーと単行本が大量に出版された。すでにスクウェア・エニックスの出版部門が先行しており、両社やエンターブレインがあとに続いた格好であった。成年向けの「男の娘」漫画も発行点数が増えた。成年向けの領域では、1990年代末にショタアンソロジーで執筆していた作家たちが担い手の一翼になっていた。前出のショタアンソロジー『少年嗜好』と『好色少年のススメ』は、それぞれ「男の娘」アンソロジー『オトコのコHEAVEN』（2007年、司書房→メディアックス）と『好色少年』（2012年、茜新社）へと受け継がれ、この両誌が2010年代をけん引していった。さらに、性転換もののアンソロジー『チェンジH』（2009年、少年画報社）など、隣接する領域も活性化した。
アダルトゲームではおとこの娘倶楽部のような専門ブランドも設立され、女装ものの年間発売本数は2010年と2011年にそれぞれ42本（吉本調べ）にも達した。当時「男の娘」キャラクターを演じることの多かった声優の民安ともえは、『女装少年ゲーム大全：2009-2011』（2011年、ミリオン出版）をもとに、「男の娘」がヒロインを務める作品が2011年に増えたと分析している。全ヒロインが「男の娘」という内容の『女装山脈』（脳内彼女）は同年のヒット作であり、萌えゲーアワードの話題賞を受賞した。翌2012年に発売された女装潜入もの『月に寄りそう乙女の作法』（Navel）は同アワード最高の賞である大賞を受賞した。
| #    | 男性部門 | 女性部門 | 総合 | 出典    |
| ---- | -------- | -------- | ---- | ------- |
| 2009 | 1位      | 10位     | 2位  | [ 253 ] |
| 2010 | 1位      | 7位      | 1位  | [ 254 ] |

「男の娘」は文字媒体との親和性も高かった。作者が「男」として書けばどのような容姿・性格の人物でも男ということにできたからである。2010年ごろに大量生産・大量消費の時代へと突入したライトノベル業界では、「男の娘」は競合作品に対する差別化ポイントのひとつとして重宝されるようになった。2009年の論稿で、ライトノベルに中性的な女装少年を魅力的に描く物語が出始めていると書いた久米は、2013年になりそして四年経った現在、女装少年は〈男の娘〉と呼びならわされ、もはやライトノベルの登場人物としては〈標準仕様〉と言いたくなるほど一般化してしまったと報告した。久米や伊藤、日本近代文学研究者の樋口康一郎らによって挙げられている代表的な作品・キャラクターには、井上堅二『バカとテストと召喚獣（バカテス）』（2007年）の木下秀吉や、白瀬修『おと×まほ』（2007年）の白姫彼方、築地俊彦『けんぷファー』（2008年）の瀬能ナツル、木村心一『これはゾンビですか?』（2009年）の相川歩、逢空万太『這いよれ! ニャル子さん』（2009年）のハス太、平坂読『僕は友達が少ない』（2009年）の楠幸村、春日みかげ『織田信奈の野望』（2009年）の津田信澄、渡航『やはり俺の青春ラブコメはまちがっている。』（2011年）の戸塚彩加、水沢夢『俺、ツインテールになります。』（2012年）の観束総二などがある。特に『バカテス』の秀吉は、男性キャラクター・女性キャラクターの両面で読者の支持を集めた（表2）。またこの時期には、従来こうした領域では性転換ものが主流であったジュブナイルポルノでも「男の娘」作品が登場している。
メディアミックスはすでに一般的になっており、アニメにおいても「男の娘」は数を増やしていった。吉本は、代表的な作品として『ハヤテのごとく!』（2007年）などを挙げている。アニメ雑誌『娘TYPE』の2011年5月号は、ブームの火付け役・けん引役として『バカテス』（2010年にアニメ化）の秀吉を取り上げている。来栖は、2011年の主な作品として『放浪息子』や『まりあ†ほりっく あらいぶ』、『STEINS;GATE』（原作は5pb.のXbox 360用ゲーム）などを挙げ、同じクールに複数の「男の娘」キャラクターが登場したこともあったと報告している。『STEINS;GATE』の漆原るかに対するだが、男だという主人公の独白は、その後ほかの「男の娘」キャラクターにも使われる定番の台詞のひとつとなった。2014年には佃煮のりおが『わぁい!』で連載していた『ひめゴト』もテレビアニメ化を果たす。サブカルチャーの全域で、「男の娘」は脚光を浴びていった。

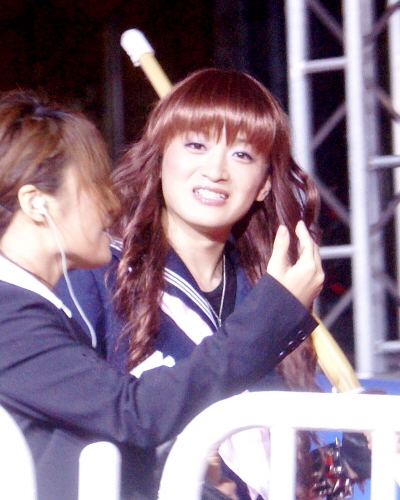
桜塚やっくん

2011年5月、ドワンゴと提携した井上魅夜により、ニコニコチャンネル内に『男の娘☆ちゃんねる』が立ち上げられ、主力コンテンツのパーソナリティには女装タレントの桜塚やっくんらが起用された（ほかはモカ・「茶漬け」など）。バラエティ番組『スッキリ!!』（日本テレビ）などは、2011年9月に「男の娘」特集を流した際、テロップの「男の娘」に読み仮名を振ることをもはやしていなかった。2012年には実写映画『僕の中のオトコの娘』（窪田将治監督・脚本、モントリオール世界映画祭などに出品）も公開されている。アダルトビデオではニューハーフとは異なる身体未改造の男性が「男の娘」として売り出されるようになった一方、ニューハーフヘルスの中からもキャストを「男の娘」として売り出す店が出てきた。関西の女装ブームの中心は大阪であった。千日前の味園ビルで2008年に始まった女装イベント「ウルトラ・エクセレント」は2013年ごろから活況を呈するようになり、井戸により、キタ（梅田周辺）を中心とした旧来の女装世代と、ミナミ（千日前や難波周辺）の「男の娘」世代とで南北の分断が起きていると評された。
50人の会場でスタートした「プロパガンダ」は、より大人数の参加者を収容するため、新宿の中で次々に開催場所を移していった。川本著『「男の娘」たち』（2014年、河出書房新社）には、2012年当時の様子が次のように記されている。
「男の娘」ブームは2008年から2014年ごろにかけて続いた。吉本は、爆発的なブームが観測されたのは、二次元では2012年から2013年にかけてであったとしている。井戸は、2013年ごろには勢いが落ち着いていたと語っている。来栖は、文化として最も活気があった時期は2009年であったと述べている。

## 成立の背景

### 文化・歴史的背景
2005年の熊田著には、ユダヤ・キリスト教文化圏から日本を訪れる人が、テレビ番組のオネエタレントを見て驚くというのは珍しくない話だということが書かれている。旧約聖書には女は男の着物を着てはならない。また男は女の着物を着てはならない（申命記22章5節）と記されている。百年戦争の英雄、ジャンヌ・ダルクが異端審問で火刑に処せられた理由は彼女の男装であった。旧約聖書にはまた男性同性愛が禁忌である旨も書かれており（レビ記20章13節）、フランスには1726年に男性同性愛者が死刑になった記録が残っている。一方、日本の神道・仏教には旧約聖書のような規範が存在しない。

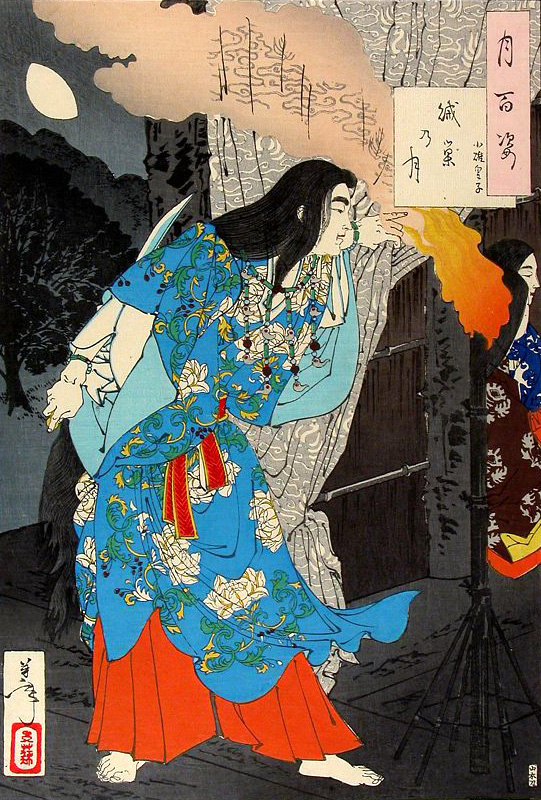
ヤマトタケル（月岡芳年画）

日本における女装した少年の起源を遡ると、『古事記』（712年）および『日本書紀』（720年）のヤマトタケルにたどり着く。ヤマトタケルは叔母から贈られた「御衣（）」「御裳（）」を身に着け、「童女（）」の姿になって油断した熊襲兄弟を宴席に討った。神道では女装をともなう祭礼が、横浜市戸塚区八坂神社の「お札撒き」や甲斐市竜王三社神社の「おみゆきさん」など、2015年時点の各地に残っている。

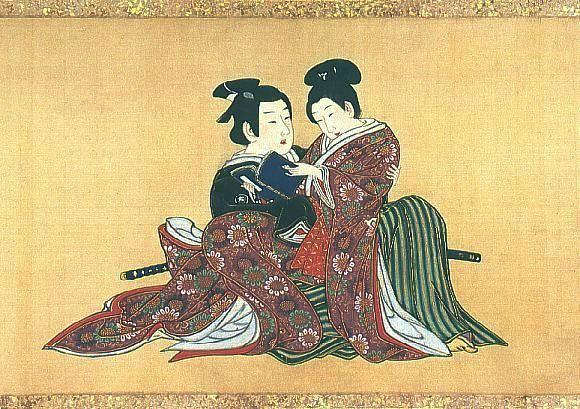
男と陰間（宮川一笑画）

女人禁制を建前とする仏教界は男性同性愛文化の温床であった。また、女装芸能が発祥した場所でもあった。日本の中世寺院社会では稚児とよばれた女装の少年が僧侶の男色の対象とされていて、儀式の場では延年などの芸能を披露していた（その模倣が白拍子である）。やがて延年や、猿楽・田楽などを源流とし、性別越境を特徴とする能や、阿国歌舞伎が生まれる。1629年、江戸幕府により遊女歌舞伎が禁止されると、少年が主演する若衆歌舞伎が盛んになり、そこから近世歌舞伎の女形が発生していく。歌舞伎の世界では、端役さえ与えられず舞台に立つ機会のない者を「陰子」とよんだ。陰子たちは生計のために茶屋で色を売るようになったと考えられており、陰子を含む茶屋の女装少年たちはやがて「陰間」と総称されるようになった。フランスなどとは対照的に、18世紀前半の日本の三都（江戸・京・大阪）では、陰間の接客する陰間茶屋が最盛期を迎えつつあったのである。

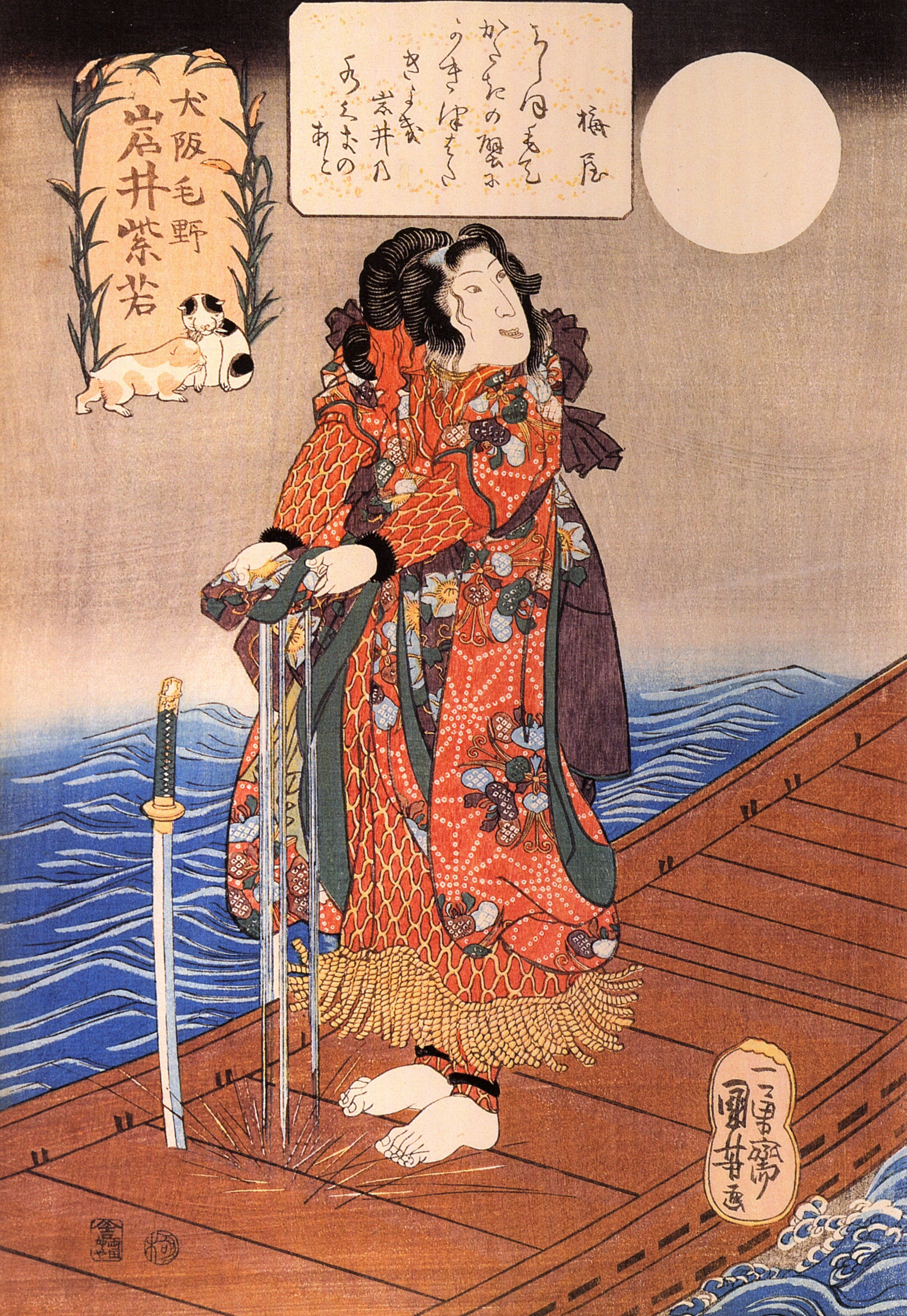
犬阪毛野を演じる岩井紫若（歌川国芳画）

西洋には女装を肯定的に描いた作品がアジア地域と比較して少ない。日本では宗教上の制約などがなかったこともあり、異性装を題材とした作品が古くから多く見られる。森瀬作成の「男の娘」年表・あしやまの論稿などから例を取ると、オリジナルが散逸し、改作のみが伝わった『とりかへばや物語』（作者不詳、平安時代末期）はそのようなジャンルでは先駆的と評されるもので、のちの数々の作品にも影響を与えている。『南総里見八犬伝』は、1814年から1842年にかけて曲亭馬琴が著した長編伝奇小説である。里見家復興のため活躍する八犬士のうち2人は女装しており、特に犬坂毛野は八犬士中随一の人気を集めた。三橋は、これは馬琴が江戸庶民の嗜好に合わせた側面もあったと推測している。

もともと『女装が似合うような男が美男子』という感覚を日本人はずっと抱いてきた。
—三橋、共同通信 2010

日本にキリスト教規範の影響が及び、性別越境者に対する差別が強まったのは明治時代前期（1870年代 - 1880年代）以降のことである。文明開化の旗印のもと、異性装は違式詿違条例という法令で一時期禁止されていた。西洋の精神医学も異性装文化に影響を与えた。1886年にドイツの精神科医クラフト=エビングが『性の精神病理』を著し、日本にも紹介されると、これが元となった通俗性欲学が大正から昭和初期（1910年代 - 1920年代）にかけて広まっていく。それによれば「女性的男子」とは変態性欲という精神病の小分類のひとつであり、その最も好むところのものは、女装を為すことであった（クラフト=エビングらの目的は、「背教者」として迫害されていた西洋の性別越境者たちを医療施設に保護すること（医療化）にあった）。一方この時期には、男性の役を女性が演じる宝塚歌劇団から幼少期の手塚治虫が多大な影響を受けもしている。
第二次世界大戦後、日本の性別越境文化は抑圧から解放されていく。終戦間もない時期には女装した男娼が上野などの街頭に立ち、1950年代には丸山明宏（その後美輪明宏に改名）に端を発したゲイブームが到来する。ゲイバー世界は男性同性愛者と女装者が混在するものだったが（「女装子」という言葉が後者に対する蔑称として生まれたのはこの時期である）、1960年代から1970年代にかけて両者の住み分けが進んでいった。1970年代にはピーター（池畑慎之介）がスターとして活躍した。美輪やピーターは、例えば『玉三郎恋の狂騒曲』（1972年、前出）の主人公・楡崎玉三郎のモデルにもなったと目されている。この時期にはまた、イタリア・フランス合作映画『ベニスに死す』（1971年）に出演したビョルン・アンドレセンの影響もあり、竹宮恵子『風と木の詩』（1976年）や、魔夜峰央『パタリロ!』（1978年）といった作品にも多くの女装少年が登場した。1980年代には、大規模なニューハーフブームが発生する。『ひばりくん』はこのブームを背景として作られた作品であり、逆にそのヒットを受けて「ひばり」を名乗った女装者も多くいた。そして1988年にバラエティ番組『笑っていいとも!』（フジテレビ）でニューハーフのコーナーが始まると、1992年ごろから1995年ごろにかけて多くのニューハーフがテレビ番組に出演し、オネエタレントとして活動するようになっていった。
稚児や陰間などの女装を重視していた伝統的な文化は、21世紀初頭の時点では新宿や六本木のニューハーフパブ、新宿歌舞伎町周辺の女装コミュニティ（セミプロの世界）などに引き継がれている（対して、主に新宿二丁目周辺の女装を必要としないゲイのコミュニティが汲んでいるものは衆道の流れである）。三橋は、三次元の「男の娘」もそうした性別越境文化の長い伝統に連なるものであり、21世紀の特異現象などではないと主張している。佐伯は、「男の娘」はアニメや少女漫画といったポップカルチャーと強く結びついたまったく新しい女装現象であるとしつつ、それが性別越境の手段ではなくコスプレの一種であったことが江戸時代以前の社会的寛容への接続を可能にしたと考察している。
インターネットは重要な役割を果たしたとされている。かつては本格的な女装を始めるためには、ニューハーフパブなどの世界や女装コミュニティに入るなどしてやり方を学んでいくのが一般的であった（アマチュア女装者はまた、エリザベス会館などの女装クラブにも集まった）。「プロパガンダ」の主宰をモカから引き継いだ西原さつきは、インターネットの普及により女装に関する情報が簡単に入手できるようになり、SNS（ソーシャル・ネットワーキング・サービス）などで仲間と交流しやすくなったことに加え、「男の娘」という言葉が登場したことで女装がポジティブでカジュアルなものに変わったと述べている。『マンガで振り返るオトコノコ10年史』（2020年、三和出版）は、写真編集アプリの登場と、Instagram（日本でのサービス開始は2014年）などにおけるような「盛る」文化の興隆がそのような動きに拍車を掛けたとしている。井戸も、次のように、若者が女装の方法をインターネットで学べるようになったことなどが大きいと述べている。
来栖も、三次元の「男の娘」文化は動画配信のようなインターネットの双方向メディアと相性が良かったと述べている。二次元の「男の娘」の成立にもインターネットは必要不可欠であった（ § 「男の娘」ブームなども参照）。
そのほかには、市販化粧品の品質が向上したことも三次元の流行の大きな一因となっていた。また西原は、日本人はもともと骨格の男女差が小さく、女装向きの民族であったことも手伝ったと指摘している。三橋も、西原の言うような傾向が2012年時点で以前より顕著になりつつあると述べている。

### メカニズム（二次元）
「男の娘」を主人公に据えた『おとボク』の登場に対し、評論家の本田透が発売年中に考察をおこなっている。同作主人公の宮小路瑞穂は『マリみて』を彷彿とさせる女学園に女装して編入し、女生徒たちと親睦を深めていく。そこでははじめ友人関係が結ばれ、それが百合関係に発展し、最後に男であることが露見して恋愛関係になる。本田が着目したのは、従前に結ばれた対等な対としての関係が、新たな関係に進展したあとも、
1. 友人関係
2. 友人関係＋百合関係
3. 友人関係＋百合関係＋恋愛関係

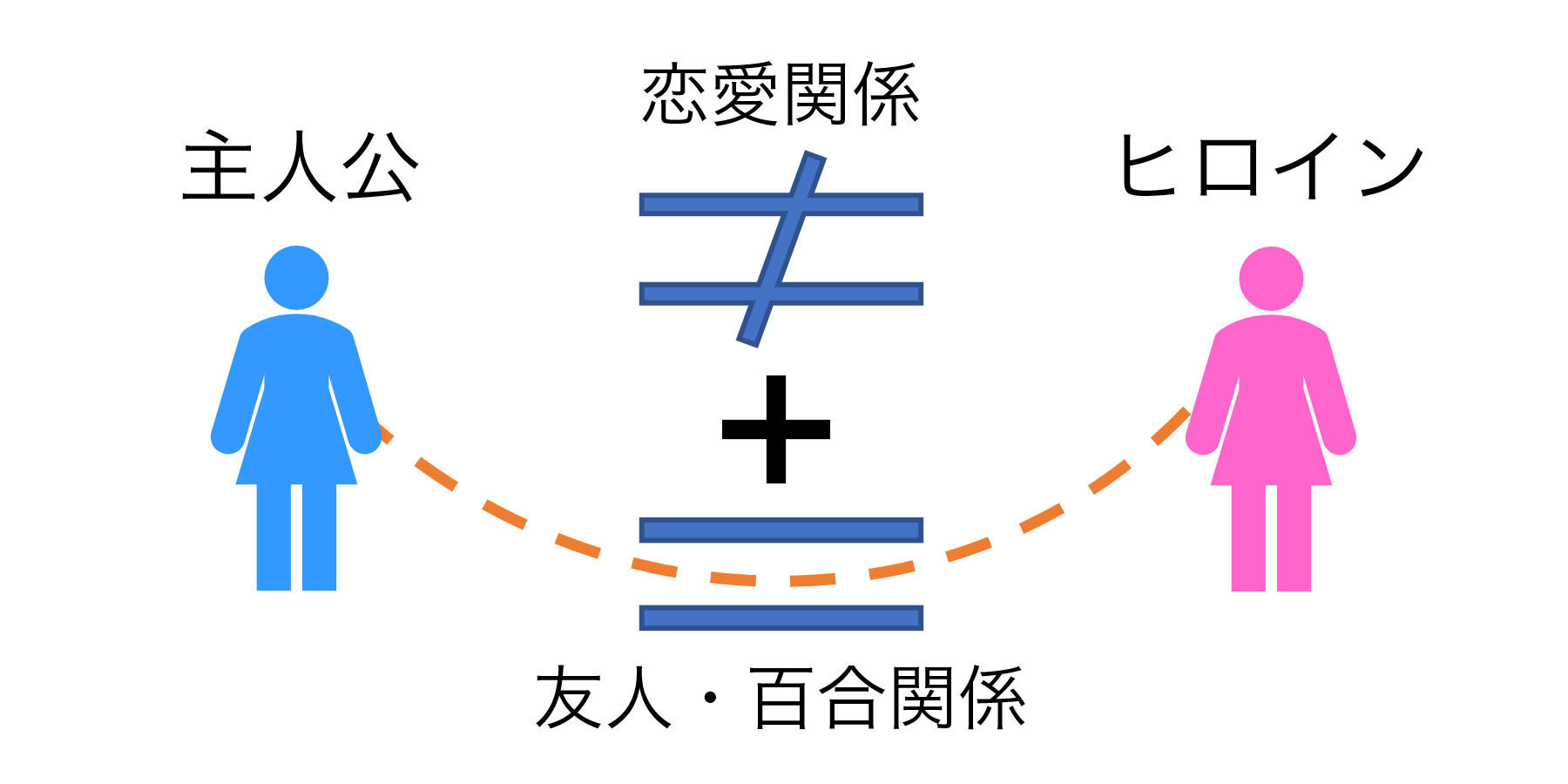
図7：主人公とヒロインの関係（本田）

というように継続する点である（図7）。瑞穂はまた、物語の視点人物でありながらしばしば画面上にその姿が映し出される。本田は、主人公が女装することで主人公に感情移入するプレイヤー自身が「萌え」の対象になっていると指摘し、現実における男女の恋愛とはもはや無関係な、そして現実世界では実現不可能な新しい関係性がそこで実現されていると作品を肯定的に評価した。
ところで、男性が女性キャラクターに感情移入するにあたっては外見と性感の乖離が障害になるはずであった。その点について、同じく『おとボク』の人気を分析した椿は、永山の以下の講演内容を援用しつつ、宮小路瑞穂（一般に主人公タイプの「男の娘」）はプレイヤーにその乖離を乗り越えさせるため、必然的に男性器が描写されているものだと主張している（「ミラーニューロン」も参照）。
椿は同時に、批評家・東浩紀のアダルトゲームに関するアイデアを借りて、以下のように整理している。「男の娘」が主人公となるゲームのプレイヤーは、気持ちよくなる女性の立場に加え、服従させる男性の立場へも同時に感情移入しており、男性器の描かれる性行為の絵がそれを可視化しているというのである。
ゲーム世界への没入感覚
モテないプレイヤーはゲーム世界の疑似恋愛に逃避するが、同一化する主人公は女装している。現実の恋愛を諦める心理に加え、「男らしさ」を放棄する態度までもがここに表出している。
現実世界における自覚
主人公は複数の女性キャラクターと性交渉を持つ（マルチシナリオ）。あるいは女装した主人公自らが陵辱される。現実世界のプレイヤーにとって、女性キャラクターは単なる攻略対象にすぎない。
受容のしかた
プレイヤーは、服従させる男性の立場と、気持ち良くなる女性の立場の双方に、多重人格的に感情移入している。この二面性（男性の解離）を、描写される男性器を通じて視覚が受容している。
同様のことを2005年の時点で彼佐がすでに指摘している。百合文化を受容したアダルトゲームのプレイヤーは美少女同士のシスターフッドに憧れるものの、感情移入するキャラクターが女性であっては感覚の乖離が生じてしまう。また男性として挿入することもできなくなる。彼佐は、そのジレンマを女装少年は簡単に乗り越えてしまったと述べたうえで、男性プレイヤーも「やおい」を楽しむ女性と同じように「受け」側（特に後輩ヒロイン）に感情移入しているのではないかという仮説を立てていた。
椿は、「男の娘」が攻略対象となるゲームにおいてもプレイヤーは男性的に解離していると述べている。永山が2014年になって「男の娘」漫画に関して示した見方も同様である。ショタ漫画の男性読者が「攻め」と「受け」の両方に感情移入していることはすでに解明されていた（やはり男性器がポイントとなる）。永山は、ショタが一般向けに浸透したものが「男の娘」である以上、それはオートエロティシズムの文脈で読み解くと理解しやすいと説明している。来栖は、（成年向け媒体における）「男の娘」の魅力は、少女の外見をしているにもかかわらず男性器がある点に集約されると断じている。この問いには確実な答えがある。ペニスである。
一方、男性器を露出させない（多くは）一般向けの「男の娘」には、こうした欲求・感情移入の形を当てはめることができない。椿は、登場キャラクターの性別が男と女の二つに単純に分かれていた従来のハーレムものなどにおいては、両性のキャラクター間に発生する感情はお定まりな恋愛感情だけであったと指摘する。「男の娘」はそこへ、男性でも女性でもなく、しかし同時に男性でも女性でもある存在として投入され、
- 少年たちのアイドル的な存在（場合によっては〈外見：異性愛、内実：同性愛〉の対象）
- 少女たちのコミュニティの一員（場合によっては〈外見：同性愛、内実：異性愛〉の対象）
- 男女双方の気持ちを理解できる存在（この上ない恋愛相談の相手）

といった役割を務めるようになった。椿は、これらによって生み出されるキャラクター関係のダイナミズム・関係性の多様さこそが、脱がない「男の娘」の作品にもたらす魅力なのではないかと考察している。このことは女性向けの作品、特に「やおい」に通じるものがあるという。
水野は、オタク男子を対象としたインタビュー調査をおこなっている（発表は2011年）。「男の娘」の魅力とは何かという質問に対し、ある19歳の男子高専生は要旨次のように回答したという。
- 異性である女性の考えていることは理解できず、一緒にいると疲れるが、
- 同性である男性であれば思考がわかりやすく、そばにいても楽である。
- さらに、かわいいので癒やされる。

この学生は女性に対して距離感を持っているが、性的指向は異性愛であるため男性グループの中にいるだけでは満足できない。水野は、安心できる同性でありながら女性的なかわいらしさをあわせ持つ「男の娘」キャラクターが、インタビュイーのジレンマを解決する存在になっていると分析している。

### 社会的背景
このように、女装少年〔＝男の娘〕には、男性の様々な欲望や願望が込められている。それはとりもなおさず、女装少年を作り出し、女装少年を熱狂的に楽しむ男性たちが、様々な抑圧を受け、不自由な思いをしていることを浮き彫りにする。—吉本 2009, p. 26

#### 「かわいい」の氾濫
〔……〕
三橋が最も重要と指摘している背景は、女装に対する男性たちの価値観の変化である。かつての男性上位社会においては、女装には「下降」のイメージがつきまとっており、マゾヒズムとも無縁ではなかった。しかし第二次世界大戦後、男性優位主義的な価値観は崩壊の一途をたどり、旧来文化から「かわいい文化」へのパラダイムシフトが生じた。元来女性や子供向けのものであった「かわいい」という言葉が、「きれい」「愛すべき」、「素敵な」「優れた」といった肯定的な意味たちを次々に獲得し（英: kawaii）、男性たちの領域にまで広がっていったのである。これは高度経済成長が終わり、生産者主導型（男性型）の消費社会が消費者主導型（女性型）のそれへと移行していく、1970年代中ごろから1980年代にかけての顕著な動きであった。男女雇用機会均等法（1986年施行）の定着なども経て、三橋は、日本人は男性的な文化よりも女性たちの「かわいい文化」のほうを上位に感じるようになったと説明している。三次元の「男の娘」たちの根幹にはより輝いているあこがれの女の子ライフに近づいていくという「上昇」志向があり、女装する彼らに対する社会の評価もまた肯定的なものに変化しているのだという。吉本は、二次元の「男の娘」にも、かわいいものを愛好したいかわいくなりたいなどといった男性たちの願望が反映されていると述べている。現代ファッション研究者の古賀令子は、1980年代に生まれたユニセックス志向の「かわいい」男性ファッションが2000年代において定着を見せているなどとし、質実剛健を旨としていた戦前の理想の男性像は、2009年時点ですでに消失していると書いている。

#### 男という役割の重圧

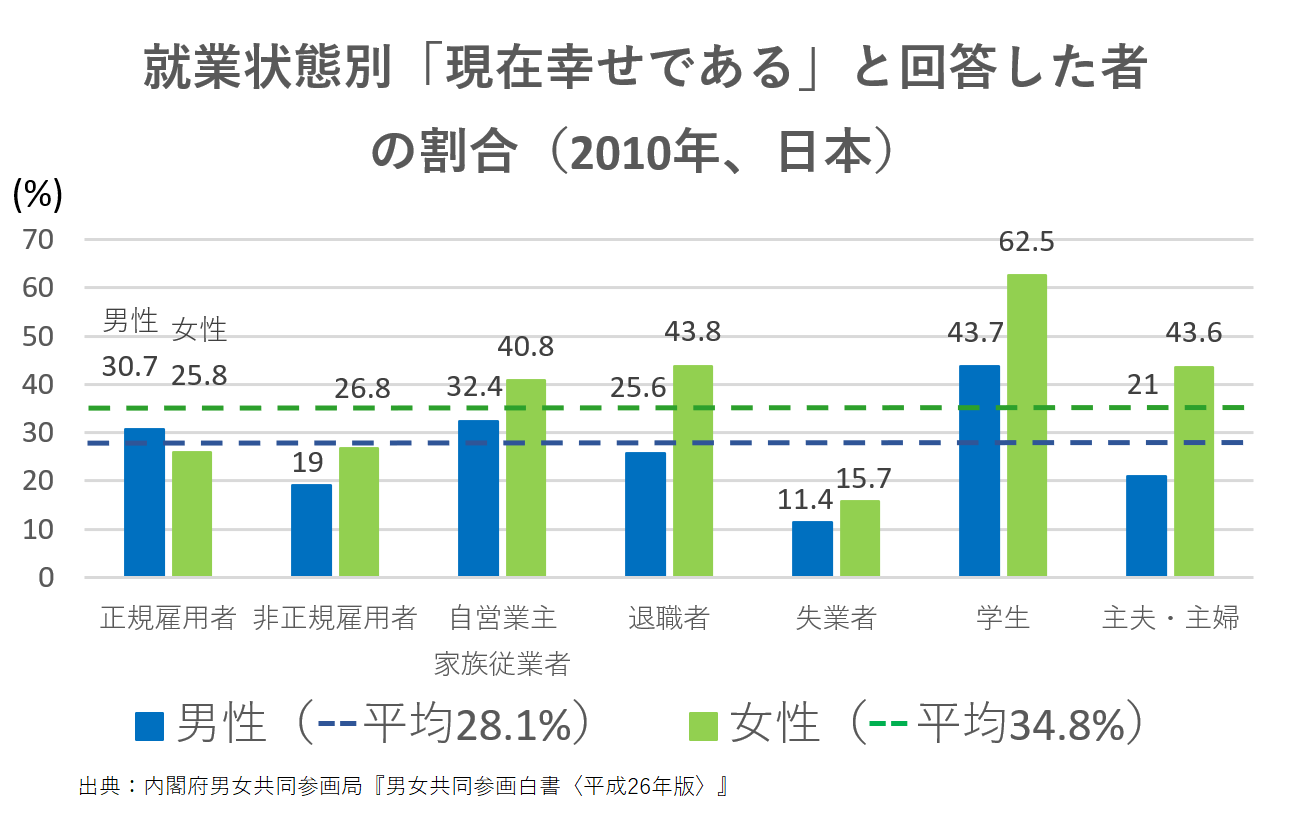
図8：就業状態別「現在幸せである」と回答した者の割合（2010年、日本）

バブル景気（1985年11月 - 1991年2月）の崩壊に、男女によるパイの奪い合いも重なって労働条件は悪化し、男性の収入は減少していったが、その一方で「男は仕事、女は家庭」といった戦前からの考え方（性別役割分業）は社会に残り続けた。毎日新聞は2013年、三次元の「男の娘」の背後に「生きづらい男社会」の現実や、男でいることの閉塞感が、現実の社会の映し鏡のように存在している可能性を報じている。記事中で佐伯は、男性は『稼がなければ』とプレッシャーがかかるのに、一部の女性は、結婚して経済的に男性に依存する生き方も許される。不況で労働環境が厳しくなり、そんな女性の役割に『逃げ込みたい』と考える男性がいる。と解説している。2015年当時、女装子専門のアダルトビデオメーカーを経営していたAV監督・二村ヒトシも、男性たちが“男”であろうとすることが、めんどうくさい“男”という役割を降りたいなどと思っていると推測している。佐伯は2015年の論稿において、三次元の女装はいまなお男性に押しつけられている稼得役割や社会的責任からの解放を当事者らが希求するものであると述べ、ブームの背景には男性に対する抑圧や男性の自殺の増加など、日本社会の深刻な「男性問題」があると推測している。吉本は、二次元の「男の娘」も、男であるために背負わなければならない様々な重荷＝社会通念から逃れたいゆえに女の子になりたいという一部の男性の願望を、極めて直接に反映したものだと述べている。

#### 負担になる「男らしさ」
21世紀の最初の20年間、日本では若い世代の約40 - 50%（キンセラ）が、異性との恋愛・結婚・育児という普通の人生からほぼ全面的に排除されてきた。キンセラは、そのような受難の時代と「男の娘」現象は広く関連しあっていると論じ、この新しい文化は二つの方向から検討できるとしている。ひとつの方向性としては、ある程度のルックスに恵まれている場合、ともかくも男性は社会の変革に適応しようとすることができる。三次元の「男の娘」はそれであるという。
そして、キンセラが批判的だが左翼的ではない抵抗の立場とみなすもうひとつの方向性が二次元の「男の娘」である。バブル期に成立した、男性は積極的に女性をリードする、デート費用は男性が全額負担する、などといった男女交際の規範はその後も残り、非常な負担として男性たちにのしかかるようになっていった。本田によれば、また吉本もそのようなケースは実際多いと認めるところ、このプレッシャーから逃れ、二次元の世界に真実の愛を求める存在こそがオタクである（その逃避はミソジニーであるともされる。 § 評価・影響も参照。）。久米は、主人公が「男の娘」となって少女たちの輪の中へ入っていくライトノベル作品などを愛好する男性たちの心理には、女性と交際して責任を負う男性の立場を回避したい願望が潜んでいると述べている。前出のアダルトゲーム開発者座談会において、参加者たちは主人公が受け身になるシーンがユーザーに好評だと口を揃えている。吉本は、恋愛やセックスでは主体的に動くよりは受け身に回るほうがはるかに楽であるとしたうえで、二次元の「男の娘」には「受け身になりたい」という男性の願望が反映されていると分析している。そして、これこそは前述した「かわいくなりたい」という欲望の根源になっているものだという。椿も、男でいることに疲れ、受け身になりたい男性たちが、ふたなりやショタに引き続き「男の娘」で性的な充足を得ようとしているとみている（ § メカニズム（二次元）も参照）。水野は、非モテ（オタク）男性のほうこそが旧来のジェンダー規範に強く囚われていると批判しているが、結局彼らは「男らしさ」の理想にほど遠い自分たちの「鏡」として「男の娘」を必要としたのだと述べている。

#### その他の背景
三橋・椿らが着目している背景として、ほかに性同一性障害（性別違和、性別不合）の認知の広がりがある。1995年、それまでもっぱら「性的倒錯」という肯定的でない訳語があてがわれていた「transsexualism」の概念が、前年のハリー・ベンジャミン国際性別違和協会の決定にのっとり、「性同一性障害（gender identity disorder）」として一般にも認知されるようになった。性別を越えて生きたいと願うことを精神疾患だと捉えるこの概念はメディア（例えば、上戸彩が当事者生徒を演じた『3年B組金八先生』第6シリーズ（2001年、TBS）など）で大きく取り上げられ、ニューハーフパブや新宿コミュニティなどの女装文化に再び打撃を与えた。一方で、性同一性障害への取り組みには医療による女性化を重視し、性表現やファッション、化粧といったものを軽視するきらいがあった。三橋は、「男の娘」ブームにはその反動という側面もあったと指摘している。気楽に性別を乗り越える（と三橋が主張する）「男の娘」にメディアが飛びついた面が大きいというのである。椿も、性同一性障害の広まりに、ファッションの女装文化としての「男の娘」が接続した面があるとみている。

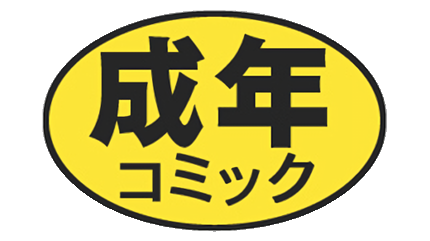
成年マークの一例

もうひとつ、永山・吉本が指摘している背景として出版物の成年マークがある。遡ること1980年代初頭、それまで劇画タッチで描かれてきた成年コミックを「かわいい」アニメタッチで描くという転換がおこなわれ、いわゆるロリコン漫画ブームを形成した。1988年から1989年にかけて東京・埼玉連続幼女誘拐殺人事件が発生し、容疑者がロリコンのオタクだと報じられると、男性向け成年コミックには猛烈な批判が向いた（有害コミック騒動）。この騒動は出版各社が区分陳列のための成年マークを自主規制として導入することで一応の決着をみる。ところが、冬の時代を迎えたかに見えた業界は、その後逆に「成年マーク・バブル」（永山 2014, p. 102）に沸くことになった。永山の調査によれば、1990年代中・後半のほぼ全期間にわたり、年間1,000冊を超える成年コミックの出版ラッシュが続いたという。この主な要因は、永山・吉本によれば、いつ本当に規制されるかわからないという飢餓感や、成年マークが逆にエロ本であることの保証となったことなどであった。急拡大した成年コミック業界はロリコンに続く新しいエポックを模索し、そのひとつとしてショタアンソロジーのブームを発生させた。これがブリジットや渡良瀬準などのブレイクへと接続して「男の娘」の最大の源流とも目されるものになったことについては、 § ショタを参照のこと。

## ブームの収束

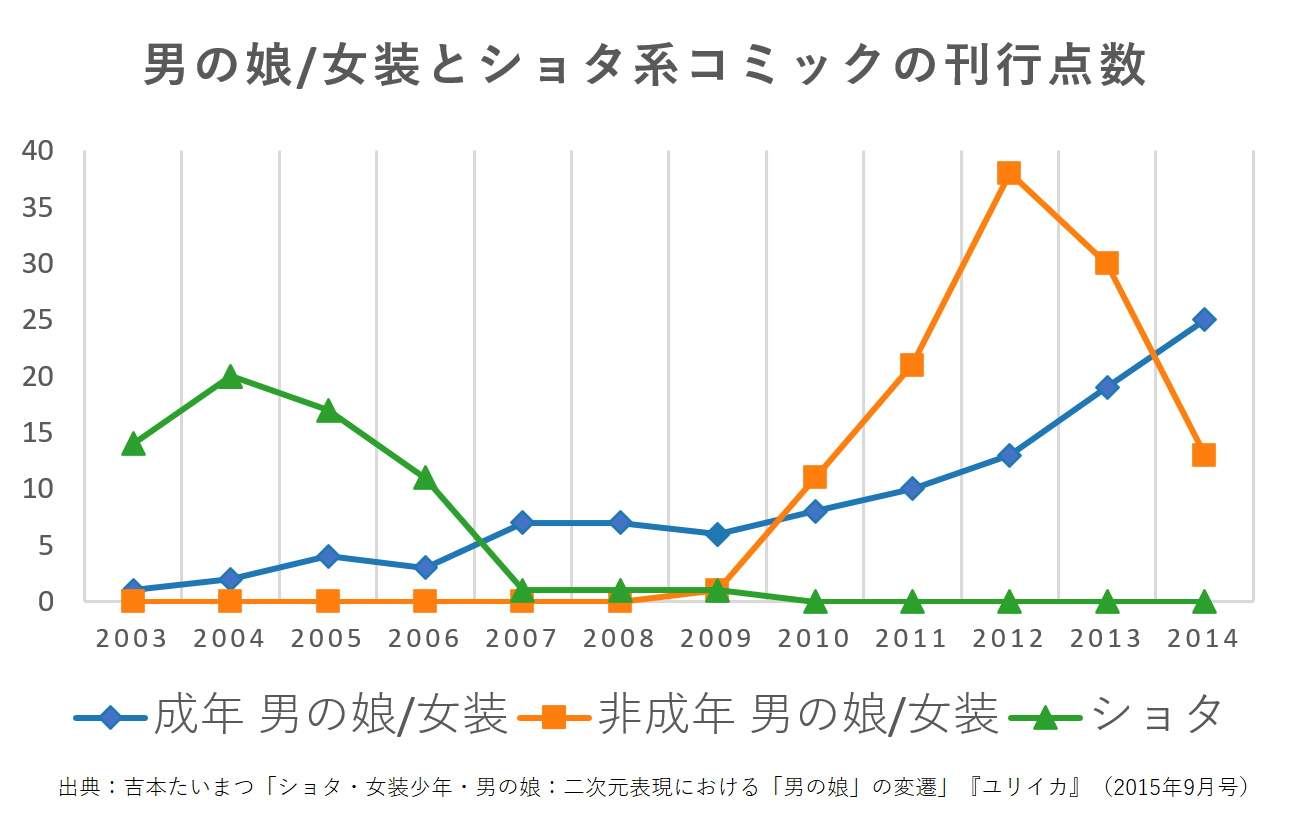
図9：男の娘/女装とショタ系コミック刊行点数の推移（調査：吉本）

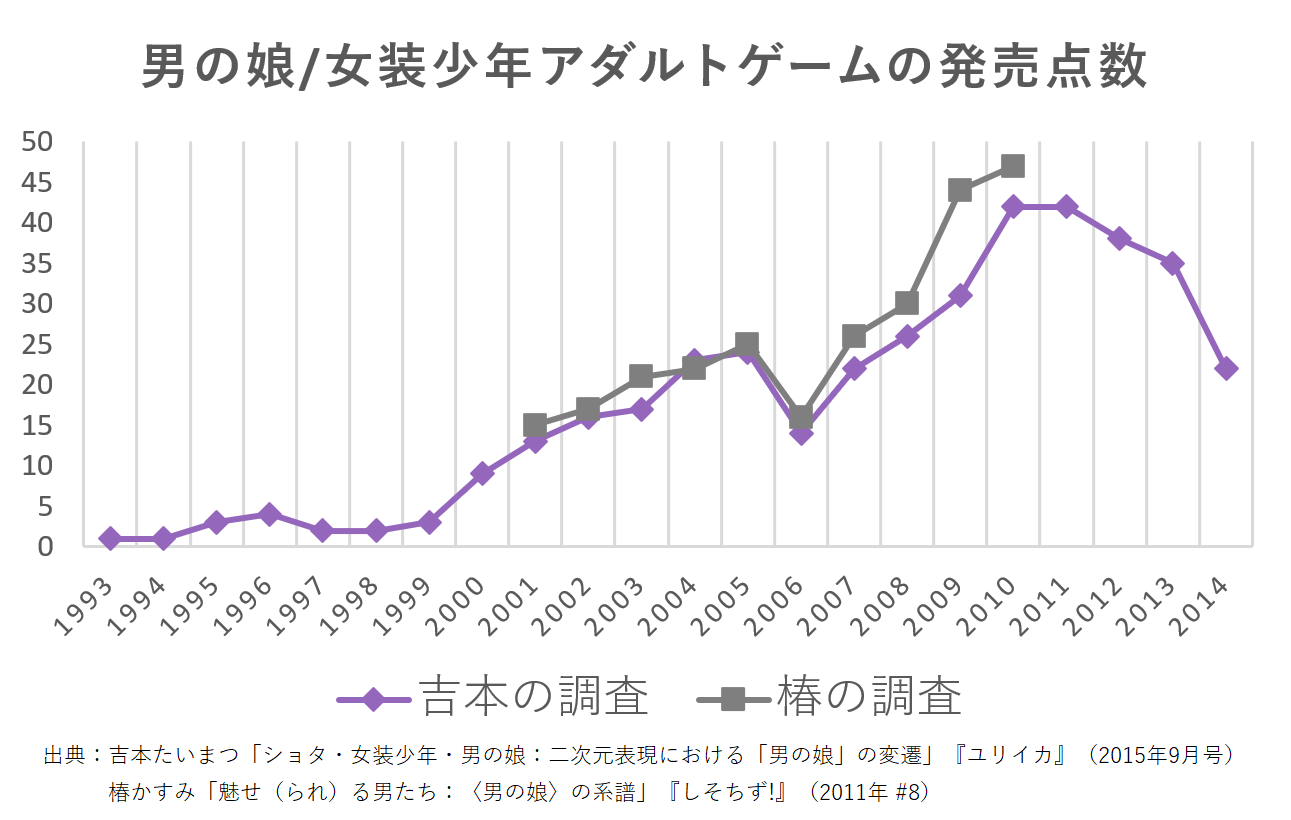
図10：男の娘/女装少年アダルトゲーム発売点数の推移（調査：吉本、椿）

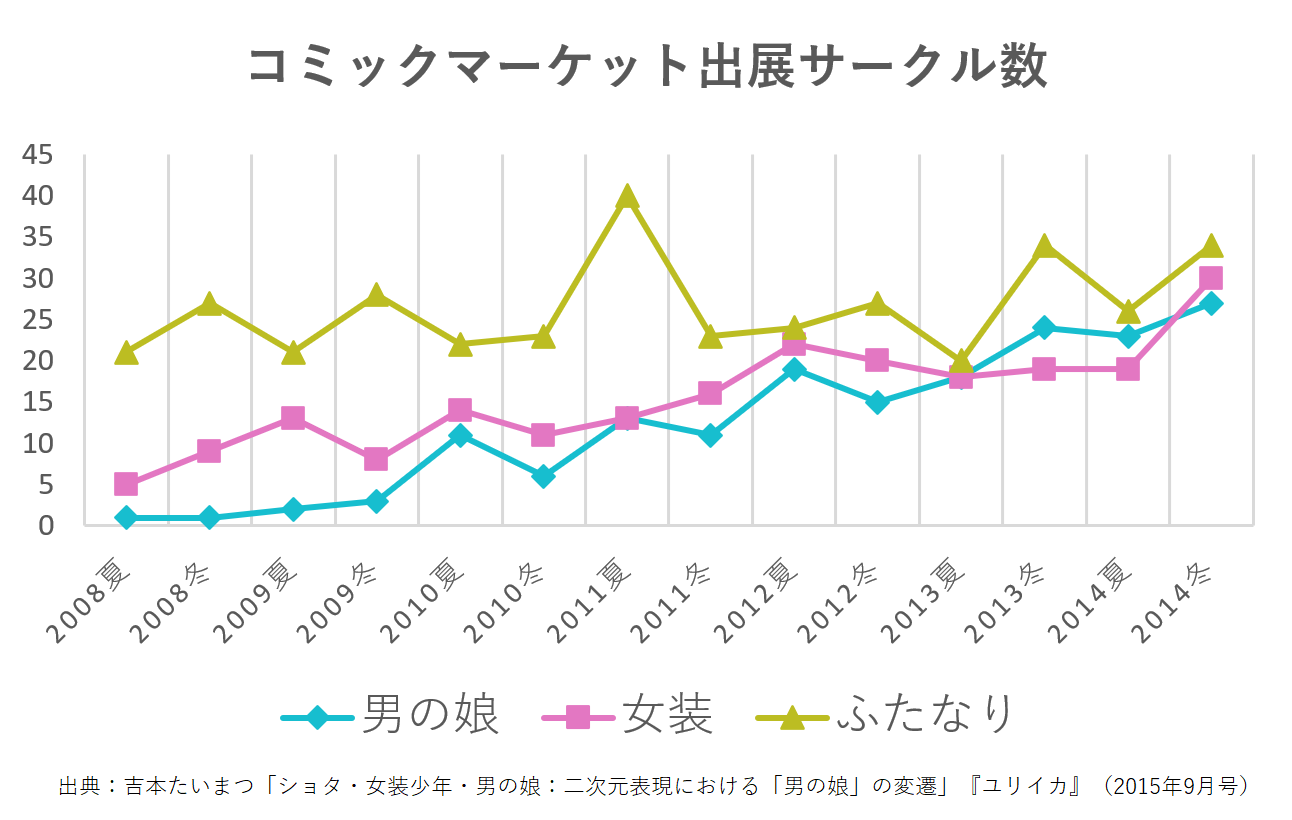
図11：コミックマーケット出展サークル数の推移（調査：吉本）
----
以前から存在していたふたなりのように、「男の娘」も2015年以降安定していくと吉本は推測している。

2015年時点までに「男の娘」ブームは全体としてピークを過ぎ、ひとつの収束を迎えた。当時の井戸はそれを低空飛行で安定と表現し、来栖は〔2015年〕現在、「男の娘」というワードに、数年前まで確かにあった魔法のようなものは消えてしまったかもしれないと語った。
2013年5月にミリオン出版の『おと☆娘』が休刊に追い込まれると、その9か月後の2014年2月には、『わぁい!』の一迅社も専門誌市場からの撤退を余儀なくされるに至った。椿は、少ないパイを両誌がおそらく奪い合ってしまった結果、売り上げが低迷したことを休刊の大きな要因として指摘している。井戸は、見るべき作品が両誌から生まれなかったためだとしている。両誌の漫画作品のうち『ひめゴト』だけが他誌へと移籍して連載を続行したが、それも2015年7月の単行本が最終巻となった。
成年マークのつかない一般向け「男の娘」コミックの刊行点数は2012年にピークを迎えたが、専門2誌が休刊し、付随するアンソロジーも終了すると、2014年には急激に数を減らした。吉本は、2015年時点で一般向けコミックでのブームは終了に向かっていると判断しているが、成年コミックでは一般向けでの供給減少を補うような形で好調が持続していると述べている（図9）。
アダルトゲーム業界では『おとボク』がヒットした直後の2005年の時点で、すでに彼佐などが「女装」と「美少年」以外の新たな要素が必要になってくるだろうと予測していた。さらに、以下のようにブームの早期終焉を危惧する声が上がっていた。
2009年には、『はぴねす!』を企画した「ちゃとら」も、女装キャラクターが必然性なくゲームに登場することが渡良瀬準以降増えたと不満を語った。結局2015年になり、アダルトゲームでは明らかにブームが終了に向かっていると吉本は結論した（図10）。同年には、『女装山脈』（前出）などのディレクションを手掛けた西田一も、非常に残念なことですが、〔引用者注：ヒロインとしての〕男の娘が美少女ゲームの一ジャンルを築くことはついぞありませんでしたと述べ、受け皿の少なさから一過性のものに終わったとの認識を示している。
井戸は、ブームのころに面白いコンテンツがあまり出てこなかったと述べている。椿は、「男の娘」が有名になり、市場がその粗製濫造品であふれかえった結果、オタクたちが単純に飽きてしまったという可能性を指摘している。来栖も、「男の娘」の作品数が増え、単なる萌え属性としても使われ始めた結果、「女のキャラがただ男と言ってるだけ」というものに代表される、表層的に記号化され、物語も魅力も薄っぺらい平坦なキャラクターが多くなり、ユーザーに加え制作者までもが飽きてしまったのだと述べている。『オトコのコHEAVEN』（前出）などに作品が掲載された漫画家の七松建司は、2010年代前半のブームについて以下のとおり振り返っている。
吉本は、二次元における「男の娘」ブームは全体としてピークを過ぎたとの見解を示しているが、「男の娘」を性的に愛好する動きは、成年コミック（図9）とコミックマーケット（図11）における増加傾向から2015年時点でなお続いていると判断しており、以降も安定していくと予想している。成年向け漫画の一般として、一度生まれたモード、スタイル、テーマ、モチーフ、趣味趣向、傾向は盛衰があっても決してなくなら（永山 2014, p. 96）ず、その需要は存在し続ける（図11の「ふたなり」も参照）。二次創作でも、ブラウザゲーム『艦隊これくしょん』（2013年、角川ゲームス）の「島風くん」が人気を集め、モバイルアプリケーション『Fate/Grand Order』（2015年、ディライトワークス）のアストルフォが続いている（2022年時点）。
パーソナリティであった桜塚が2013年10月に事故死したこともあり、『男の娘☆ちゃんねる』は2014年1月に名称を『Trance Japan TV』と改め、トラニーチェイサー（トランスジェンダー愛好者のこと）番組として再スタートを切った。『オトコノコ時代』は10号で終了となった。「プロパガンダ」も2016年3月に9年間の歴史に幕を下ろした。ブームのうち特に旧来の女装界隈が主体となっていたものについて、井戸は報道と実情の乖離を肌で感じていたとし、次のように振り返っている。
オタクの女装ブームについても、2014年の時点で終焉が近いという報告がなされている。そうした一方で吉本は、2015年時点で三次元の「男の娘」にも定着した印象があると述べている。椿も、「NEWTYPE」が2015年時点で依然定期的にメディアで取り上げられていることなどを挙げ、〔「男の娘」という〕存在の特異さにすっかり慣れてしまったのが、この二〇一五年なのではないだろうかと語っている。
| 年代     | 出来事                                      |
| -------- | ------------------------------------------- |
| 1960年代 | 丸山（美輪）明宏                            |
| 1970年代 | ピーター（池畑慎之介） 風と木の詩 パタリロ! |
| 1980年代 | ニューハーフブーム ストップ!! ひばりくん!   |
| 1990年代 | ヴィジュアル系 バンド「 SHAZNA 」           |
| 2000年代 | 「男の娘」ブーム                            |

ブームが収束したことに関し、来栖・井戸・吉本らが2015年に以下のように述べている。来栖は、「男の娘」的な文化はこれまでもおよそ10年おきに何度か発生してその都度消えていったとし（表3）、ブーム再来の可能性は充分にあると主張している（三橋は、繰り返されてきた流行現象の21世紀リニューアル・ヴァージョンが「男の娘」であると語っている）。井戸は、ブームが再来する可能性はないとみているが、来栖・三橋らと同様に同じものが形を変えて反復しているという認識は持っており、「男の娘」的な文化は今後も存在し続けると予測している。吉本は、今後再びブームになる可能性があるとすれば、ショタが「男の娘」に変化したように、別の要素が加わることでまた新たな性的愛好の対象が作られたときであろうと予想している。

## 評価・影響
「男の娘」は、2010年の新語・流行語大賞にノミネートされた。この語の広がりを受け、漫画家の幾夜大黒堂は新しい、強力なことばだと思いますと語った。2023年現在、「男の娘」という語は『大辞林』（三省堂）などに収録されるまでになっており、伊藤（二次元）・あしやま（三次元）も、「男の娘」はもはや一般概念と化して日本の日常に溶け込んでいると語っている。
「男の娘」ブームの興味深い特徴は、二次元と三次元の盛り上がりが同時期に発生したところにある。ブーム期の雑誌のつくりにも象徴されるように、二次元の愛好者は三次元の女装当事者でもありえ、そこではフィクションと現実世界の問題が密接に関わってくる。井戸は、二次元と三次元の「男の娘」はブーム期において相互に影響しあいながら、同じような流れをたどった面があると述べている。

### 二次元

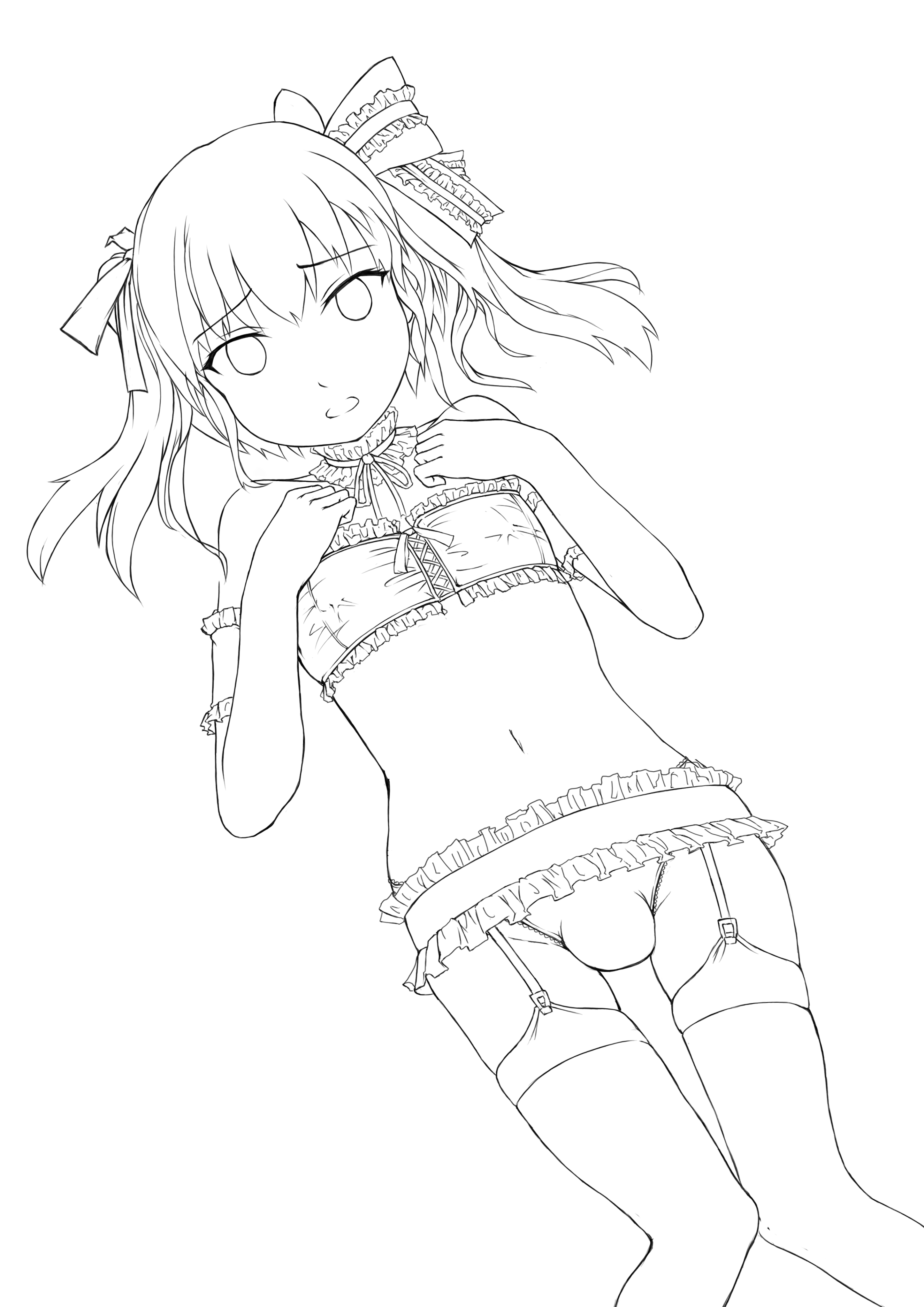
ガーターストッキングを履いた「男の娘」のイラスト

主として美少女（英: Bishōjo）キャラクターを礼賛・消費してきた日本のオタク文化は、2000年代にあって、フェミニズムやバブル的恋愛観（恋愛至上主義）を是とする立場からの徹底的な批判に晒されていた。そのさなかにロリやツンデレ、妹などと並ぶ萌え属性として登場した「男の娘」は、少女ではなく少年のキャラクターであるという点において驚きをもたらすものであった。オタク男性たちは少女を欲望の対象とすることからついに脱却しつつあるものと受け取られたのである。泉は、「こんなかわいい子が女の子のはずがない」（＝男の子だからこそかわいい）といったような常識の逆転そのものが、知的な興味の対象にされたのではないかと考察している。第一に提示された魅力は既成概念からの「ギャップ」であった。批評家の石岡良治は2019年に、「男の娘」が登場するハーレムもののライトノベルやアニメ作品では、そのキャラクターがヒロインたちの誰よりもかわいいという設定が定番になったようにも思えると書いている。
一方で、暮沢・水野・樋口らは、実際にはこの表象はツンデレや妹を愛好してきた従来のオタク文化の延長として出現したものにすぎず、オタク男性たちの性的指向が本質的に変化したことを示しているわけではないと指摘している。斎藤も、「萌え」の基本文法であるところのギャップを性別に応用したにすぎないものが「男の娘」であるとし、実際にオタク男性の間でゲイが増えたわけではないと語っている。泉は、（三次元も含め）「男の娘」は女子（美少女）とはこういうものだという強い規範・理想のうえに成り立っていると解説している。
前述のインタビュー調査をおこなった水野は、分かりあえて、楽で、かわいくて、癒やされるタイプの「男の娘」が支持を得ていることの背景に、ミソジニーやホモソーシャリティ（同性間の社会的絆）があると推測している。『バカテス』を読んだ樋口の感想も同じである。木下秀吉は主人公の少年に好意を持っているが、あくまでコメディとして描かれる。樋口は、そこに込められた「これは同性愛ではない」というメッセージが、読者のホモフォビア（同性愛嫌悪）の発動を回避していると指摘する。秀吉は従来の美少女キャラクターと同じように、ホモソーシャルな男性読者共同体の中でコミュニケーションのネタとして消費されているというのである（ミソジニー）。オタク男性たちは「男の娘」たちの内面まで踏み込まず、安全な場所からキャラクターを消費していると樋口は言い、そうした読者層をターゲットにする以上、創作の表現も制約を受けざるをえず、「男の娘」表象の広がりにはおのずと限界があると主張している。水野は、そのような「男の娘」が男性たちに受容されたにあたり、決定的な役割を果たしたのは「かわいい」であったとし、次のようにまとめている。

ミソジニー、ホモソーシャリティ、ヘテロセクシズム、ホモフォビアを、女性の媒介なしに同時に成立させ、既存の秩序の枠内にきっちりと収めているのだから〔引用者注：本当は男でも問題ない〕。近代のジェンダー秩序から一歩も踏み出すことなく、コミュニケーションと性の問題を一挙解決したい、その願いを叶えるアクロバットな装置が「男の娘」なのだ。
—水野 2015, p. 201

これらに対しまず、二次元の「男の娘」が本質的には少女であり、非成年向けのジャンルにおいてオタク男性たちは旧来の異性愛規範から一歩も出ていないという点については、否定的な意見がいくつか出されている。堀は、2016年の『ひばりくん』に関する論稿の中で、男性読者の欲望は異性愛の単なる延長ではないという見方を示している。作者の江口は当時のラブコメに対するアンチテーゼとして『ひばりくん』を描いた。男性読者の異性愛規範とホモフォビアにより、主人公と大空ひばりの関係はギャグとして笑い飛ばされるはずであった。堀はしかるに、読者は『ひばりくん』を純粋にラブコメとして楽しんでいたとし、大空ひばりの「かわいい」には江口の想定した規範意識を攪乱するほどの威力があったと述べるのである。泉も、恋愛ものの「男の娘」作品の一般として、発動するホモフォビアを「かわいい」が乗り越えさせると説明している。吉本は、二次元の「男の娘」により男でもかわいければよいむしろ男だからよいという考えが男性たちに広まったとし、消費する男性 > 消費される「男の娘」という不均衡はあるとしながらも、彼らが同性愛を忌避していた状況に変化の兆しが現れたことを歓迎している。また、伊藤は『バカテス』の秀吉を三橋が言うところの「双性美」を体現したものと評しており、それはそこにおいてジェンダー概念が解体されたものとも言えると主張している。
オタク男性が作品キャラクターを依然一方的に「消費」「まなざ」しているという批判に関しては、そもそも複数の専門家が「男の娘」には受け身（消費される側）になりたいという男性の願望が反映されていると指摘しているところ（ § メカニズム（二次元）および § 社会的背景を参照のこと）、『おとボク』の非性的な側面の考察からも対立する意見が出ている。本田の指摘によれば、『おとボク』のヒロインたちは主人公・宮小路瑞穂の友人的な存在であり、むしろ〈瑞穂＝瑞穂に感情移入するプレイヤー自身〉こそがプレイヤーの「萌え」の対象になってくる。「男の娘」の内面を描いたものと認知され、高く評価されている作品も存在する。例えば『放浪息子』は性別に違和感を抱く2人の少年少女を中心に思春期の繊細さを描き出した作品であり、「萌え」やコメディに重点を置いた女装少年コミックとは一線を画すと評されている。ふみふみこ『ぼくらのへんたい』（2012年）は異なる理由で女装している3人の少年を詩的に描いた群像劇であり、来栖・井戸らによって特筆すべき作品とみなされている。（なお、実際には女性も「男の娘」を「消費」「まなざ（女性のまなざし）」す主体になっている。吉本はボーイズラブでいうところの「性別受」と「男の娘」の類似を指摘している。）
2013年、ライトノベルのキャラクターを調査した久米は、客体としての「男の娘」（代替少女型）と、主人公が女装する「男の娘」（ここでは「主人公型」とよぶ）を区別することの必要性を訴えている。代替少女型（楠幸村、木下秀吉など）においてはギャップが旧来のジェンダー秩序を補強している一方、主人公型（瀬能ナツル、白姫彼方など）においてはミソジニーではなくミサンドリー（男性嫌悪）が観測されるというのである（表4）。久米は、男子読者の女装して少女コミュニティの一員になりたいという願望は、少女に全肯定されたい少年の自己愛物語と批判されるようなセカイ系や、男性は女性をリードするべきだという規範を、男性自らが忌避する傾向を（同様に）示すような戦闘美少女などとテーマが一致しうると指摘し、漫画やアニメ、ゲームなども含んだ男性向けのサブカルチャー全体が、ミサンドリーへの転向という新たな局面を迎えているのではないかと推測している。
| タイプ     | 代表的なキャラクター | ルーツ            | 分析                 |
| ---------- | -------------------- | ----------------- | -------------------- |
| 代替少女型 | 木下秀吉 楠幸村      | 『ひばりくん』    | ジェンダー秩序の強化 |
| 主人公型   | 瀬能ナツル 白姫彼方  | 百合→『おとボク』 | ミサンドリー         |

男性をめぐる抑圧や問題が顕在化し、かつては揺るぎないものと思われていたジェンダーの固定性が、急速に揺らいできた（吉本 2009, p. 26）日本社会で、「男の娘」は支持を広げた。永山は、成年向け漫画の表現には各時代における読者男性の内面が映し出されると解説し、（成年向けの）「男の娘」はショタと同じように可愛いくて愛されるボク〔＝読者〕として読み解くことができるとしている。そのうえで永山は、「男の娘」は単なるショタとは違い、性役割の表象であるところの服装の倒錯が、社会における性差（ジェンダー）とは何かという問いを読者に投げかけると指摘する。吉本は2009年、女性向けアンソロジー『女装の王子様』（光彩書房）に寄せて、女装少年の発する男らしさにこだわらなくたっていいんだよ男だってかわいくてもいいんだよといった視覚的なメッセージが、バブル的な恋愛観に苦しむ男性たちの救いになっていると書いている。吉本はまた、宮小路瑞穂・渡良瀬準・守流津健一・藍川絆などのキャラクターを取り上げた同年の別の論稿においても、それらのキャラクターには男性たちの男でも（男のままで）かわいくなりたいという抑圧された願望や、その根幹にあるかわいがられたい、受け身になりたいという願望などが反映されていると分析し（強調部は出典の小見出し）、二次元の「男の娘」とは、そうした願望を生み出すもとになっている男性たちの生きづらさを軽減するために描かれた存在と言えると結論している。

かわいくなれば受け身でいられるという男性の願望を、女装少年は体現しているのだ。
—吉本 2009, p. 24

### 三次元

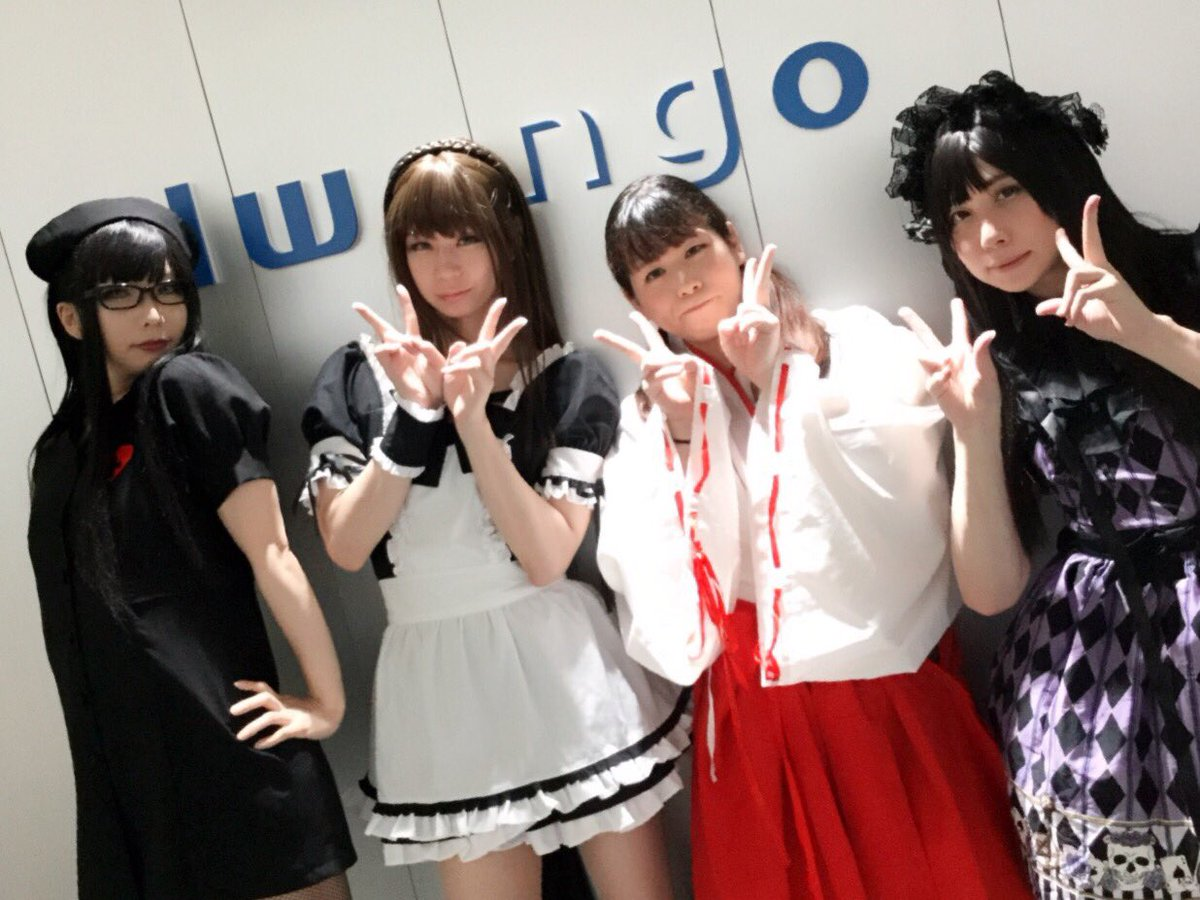
「男の娘だらけの魔女会」。井上魅夜・井戸らとともにドキュメンタリー番組に取材された。

三次元の「男の娘」の出現は、二次元のイメージの具現化、現実と二次元の逆転などとして注目を集めたと同時に、女装者に対する世間の印象を動かした。それ以前、日本人が女装男性と聞いて多く思い浮かべるイメージは、テレビ番組に出演するステレオタイプなオネエタレントの類いであった。「男の娘」はそこへ、例えば大島・あしやまが最初から個人個人で判断するべきじゃないかなと思うんです純粋にありのままの思いなどと語るように、「自分らしさ」をうたう主張とともに登場し、既成の枠組みに収まらない新しい存在となった。従来の女装コミュニティは30代・40代が中核であったが、「男の娘」は10代から20代が多く、30代以降は少ない。また「男の娘」は、美術家の柴田英里（前掲）のような包括的な立場もあるが、漫画家の魔北葵や、佐伯・西原・あしやまらが注意するように、さらにジェンダー・セクシュアリティ研究者の石井由香理が2017年に報告しているように、その女装が身体改造をともなうことは少ないとされている。コスプレ女装のクオリティは「男の娘」ブームの到来で大きく変わった。
1960年代に始まった男性向け化粧品の市場は、2010年代に急速な拡大を遂げた。2018年にリクルートライフスタイルがおこなった調査では、10代・20代の男性の約10%が日常的にファンデーションを購入するようになったという結果が出ている。各種化粧品の使い方が解説された『完全女装マニュアル』（2014年、三和出版）が「男の娘」たちのバイブルになっているという報告があるように、服装だけでなく化粧もまた重要な女装技術であり、「男の娘」は化粧品各社がこの市場を開拓していったうえで重要な役割を果たしていた。キンセラは、2015年に公開された資生堂のウェブCM「High School Girl? メーク女子高生のヒミツ」を、「男の娘」のジェンダー曖昧性の、商業利用における完璧な結晶と評している。
三次元の「男の娘」を愛好する人々には女性も多く含まれる。「東京化粧男子宣言!」の観客は女性が中心であった。「NEWTYPE」の客層にも女性は多い。『セックスペディア』によれば、女性たちにとり「男の娘」とは人形のように愛でてかわいがる対象であり、気の合う同性の友人のような存在であるとされる。彼らの魅力のひとつとされているのはやはりギャップである。大島が解説するには、女装のレベルを上げて「女らしさ」（女性性）を高めすぎてしまうと「男の娘」ならではの魅力が損なわれてしまう。そこで言葉遣いを男らしくするなどの工夫がおこなわれるという。井戸によれば、「男の娘」の女性ファンの多くは腐女子である。
| タイプ             | 説明                                                                   |
| ------------------ | ---------------------------------------------------------------------- |
| ※ フェティシズム型 | 女性の衣服や化粧に性的に執着している（異性装フェティシズム）。         |
| ※ ナルシシズム型   | 自分の女装した姿に性的に興奮する。                                     |
| 女装ゲイ型         | 性的指向が同性愛で、男性の気を引くために女装する。                     |
| 性別違和感型       | 自分の性別に違和感を抱いており、一時的に女性としての自分を実体化する。 |
| 性同一性障害型     | 性同一性障害の診断を受け、日常的に女装している。                       |

| タイプ                                   | 説明                                                                     |
| ---------------------------------------- | ------------------------------------------------------------------------ |
| ※ 性的欲求解消型                         | 自らを女性だと思い込むことにより性的に興奮する（オートガイネフィリア）。 |
| ※ 自己陶酔型                             | ニコニコ生放送やTwitterなどで女装姿を公開する。                          |
| 女装している自分が本当の自分だと感じる型 | トランス女性の多くは、性別適合手術を受ける前に女装を経験している。       |
| ※ 自己表現型                             | 自己表現のひとつの形・コスプレとして女装する（ドラァグクイーンなど）。   |
| 誰かのために女装をする型                 | 一部のゲイは、パートナーの好みに合わせて女装する。                       |
| 性別なんて糞喰らえ型                     | Xジェンダーやトランスジェンダーの一部は、性自認に関係なく女装を楽しむ。  |

「男の娘」と、ゲイやトランスジェンダーといった性的マイノリティの内面の違いについていくつかの考察がなされている。まず、女装者の分類としては三橋（表5）や、フリーペーパー『季刊性癖』発行者の水の人美・まゐ（表6）によるものなどがある。三橋によれば、従来のコミュニティに集っていた女装者の大部分は「性別違和感型」（表5）に該当するという。三橋は2012年、「男の娘」が将来的に第3の性別に相当する存在となり、性別二元制や生物学的決定論、ヘテロセクシズム（強制的異性愛）などを揺るがしていくことへの予感と期待感を表明している。
一方佐伯は、前述したように「男の娘」が性別越境を目的としたものとはみていない。あしやまも、秋葉原に主として集う女装者については、その有する傾向は「自己陶酔型」（ナルシシズム型）「自己表現型」、あるいは「フェティシズム型」「性的欲求解消型」（表5, 6の※）ではないかと考察している。キンセラは、2015年の大島のインタビュー記事における、「『男の娘』とは、必ずしも女性的ではない純粋な『かわいさ』への欲望なのではないか」（要旨）というインタビュアーの発言を特に紹介している。マイウェイ出版のある編集者は、秋葉原の『NEWTYPE』は、女装をジェンダーの観点から考えることが嫌いで、ファッションの側面ばかり強調しています。あの店の人たちは、セクシュアリティに関連した事柄を話したがらないんです。と語っている。「ウルトラ・エクセレント」などを取材した『週刊プレイボーイ』（集英社）は、「男の娘」世代の大阪女装者にゲイ要素は希薄だと報告している。魔北は次のように、「男の娘」はセクシュアリティの問題とほとんど関係がないと語っている。

昔は女装しても女〔性〕が好きな人、女装して心も女性になってるから、男性が好きな人という二通りがあるんですけど、男の娘は自分が可愛ければという自己完結の世界なんで、素に戻ったときのセクシャリティとはあんまり関係ないんですよね。〔……〕主義主張ではあるんだけど、人生かけてニューハーフになったり……そういうことではない。セクシャリティかけずに、自分の概念がちゃんとそこで再現出来ていれば三次の場合は満足出来るはずだと思います。
—魔北 2011, p. 165

キンセラは、「男の娘」と新宿女装コミュニティなどの女装家が異なる社会階層に属していることが、女装家は金持ちです。彼らには仕事があります。（2015年、埼玉県在住の「男の娘」）という当事者の発言からうかがえると述べている。キンセラは2019年、三次元の「男の娘」に関するいくつかの資料や証言から、特に代替のキャリア・生計の手段として女装している人々の中には、起業家精神旺盛で挑戦的な大卒者だけでなく、社会的に明らかに恵まれていない層が多く含まれているように見えると報告している。そして、特にお嬢様風のコスチュームが「男の娘」たちの人気を集めているといい、その背後には彼らのぜいたく願望があるのではないかと推測している。田中・キンセラは、脱工業化が進み、男性にもケア労働や感情労働の類いなどといった「困難」が要請されるようになった社会において（田中）、あるいは長引く不況と、恋愛・結婚・育児という人生からの排除という文脈において（キンセラ）、「男の娘」（およびその他のクィアな存在）になることは、当事者たちの性的指向と必ずしも関係することなく、新たな将来へ踏み出すための現実的な選択肢のひとつになっていると考察している。
複数の専門家・当事者が「男の娘」たちの承認欲求に言及している。吉本は三次元においても、消費する男性、消費される「男の娘」という立場の違いが無視しがたいだろうと述べているが、井戸によれば消費されることで承認欲求が満たされている当事者も少なくない。田中は、美少女キャラクターに扮する男性コスプレイヤーには男性たちからかわいがられたいという欲求を見つけることができるとし、「男の娘」とは性別への違和感の表明ではなく、女性へのフェティシズムなどでもなく、その本質は欲望の客体となって受け身の快楽を味わいたいという願望なのだと主張している。二村も、男性たちは女性になりたいというよりは「愛されたい」のだとみており、次のように続けている。

女であることだって充分めんどうくさいことであるはずだし、ある種の女性たちは「男から勝手に“欲望の対象”にされる」ことで常に深く傷ついている。しかし、男たちも「自分たちが愛されないこと」に無意識に傷ついている。傷ついている男の多くは、自分が傷ついていることを認められないのだけれど。
だから、ある種の男は「女装したい」と思う。あるいは「女を、ではなくて“美しい男の娘”を、愛したい」と思う。
—二村 2015, p. 209

教育研究者の杉田真衣は、この現象は「男らしさ」「女らしさ」に本質的な変化が現れたものとは言いがたいとしている。大島は、ギャップが魅力となる「男の娘」という言葉や概念自体が性別二元制の最たるものではないかと語っている。佐伯は、三次元の「男の娘」を男女平等のゆがんだ方向の一つと問題視しており、2015年には、女装してリラックスしたいという欲求の発露であろうその出現を、ジェンダーフリーな社会の到来として素直に喜ぶことはできないと警告を発している。

### 商標問題
「男の娘」を自社商品・サービスの商標として登録しようとする動きがある。2010年7月に、電子書籍の販売などを手掛けていた未来少年という企業が「男の娘」を商標出願していたことが判明し、登録されれば「男の娘」という語を名称に含んだ商品を他社が自由に出せなくなるという懸念の声があがった。結果としてこの出願は拒絶されたものの（表7）、今度は2011年9月に、「男の娘COS☆H」から改称した「男の娘☆コンベンション」の関係者が即売会イベントの名称である「男の娘☆」を商標登録していたことが判明する。やはり占有とみなされ批判を呼んだが、そのままの「男の娘」が登録されたわけではなかったことなどから騒動は収束に向かった。
「男の娘」そのものが商標登録されたのは2019年のことである。「NEWTYPE」の運営会社によるもので、商標区分は「飲食物の提供」であった。2020年現在、店舗名称に「男の娘」を掲げる飲食店が関東圏と大阪に複数存在しており、それらに影響がおよぶ可能性が指摘されている。
| 登録番号 | 商標    | 区分             | 出願/権利者     | 登録日         |
| -------- | ------- | ---------------- | --------------- | -------------- |
| 拒絶     | 男の娘  | 電子コミックなど | 未来少年        | —              |
| 5437080  | 男の娘☆ | 同人誌即売会など | 旧・男の娘COS☆H | 2011年9月9日   |
| 6202025  | 男の娘  | 飲食物の提供     | NEWTYPE         | 2019年11月29日 |

## 二・五次元（バーチャル領域）へ
| 設問：あなたがバーチャルで演じている美少女の人格は、「もっと自信にあふれ、楽しく、面白く、エネルギッシュで」というあなたのありたい姿を反映していますか？ | 設問：あなたがバーチャルで演じている美少女の人格は、「もっと自信にあふれ、楽しく、面白く、エネルギッシュで」というあなたのありたい姿を反映していますか？ | 設問：あなたがバーチャルで演じている美少女の人格は、「もっと自信にあふれ、楽しく、面白く、エネルギッシュで」というあなたのありたい姿を反映していますか？ | 設問：あなたがバーチャルで演じている美少女の人格は、「もっと自信にあふれ、楽しく、面白く、エネルギッシュで」というあなたのありたい姿を反映していますか？ | 設問：あなたがバーチャルで演じている美少女の人格は、「もっと自信にあふれ、楽しく、面白く、エネルギッシュで」というあなたのありたい姿を反映していますか？ |
| --- | --- | --- | --- | --- |
| 回答 | | | 割合 | |
| 強く同意 | 強く同意 | | 33.3% | 33.3% |
| 同意 | 同意 | | 29.2% | 29.2% |
| どちらでもない | どちらでもない | | 33.3% | 33.3% |
| 否定 | 否定 | | 4.2% | 4.2% |
| 強く否定 | 強く否定 | | 0% | 0% |
| 図12：バ美肉当事者に対するアンケート結果（2020年、調査：ブレディキナ）                                                                                   | | | | |

日本では2018年ごろ以降、美少女キャラクターをアバターとして用い、多くはボイスチェンジャーの力を借りて、YouTubeをはじめとする動画配信サービスや、VRChat（多人数同時参加型のソーシャルプラットフォーム）などのメタバース（三次元の仮想空間）において少女を演じる男性たちが登場した。彼らは美少女キャラクターの「肉体」を得た「バーチャル美少女受肉」、略して「バ美肉（）」として知られるようになった（2023年現在、この語は死語となりつつある）。
バ美肉とは仮想空間の中で自らを女性化するものであり、女装の一形態とみなしうる。あしやまは2019年、バーチャルの世界では三次元の女装のような手間を普及に要さず、技術の進歩もあいまって、急速に可愛さの民主化が進んだと語っている。
人類学研究者のリュドミラ・ブレディキナ（Ludmila Bredikhina）は2021年、一方でバ美肉たちの目的は女性そのものになることではなく、あくまで「かわいい」を体現することにあり、彼らの構図は三次元の「男の娘」のそれと似たものになると述べている。ブレディキナは、あるバ美肉の日本の現実が酷いからだと思いますという証言を紹介しつつ、バ美肉の背景にもやはりバブル崩壊後の長期不況・労働環境の悪化といった諸問題があると考察している。あしやまが2023年に当事者たちから聞き取ったところでは、現実の身体とアバターを切り分ける傾向も見られたというが、ブレディキナは、バ美肉たちは男性につきまとうようになった負のイメージを仮想空間の中で脱ぎ捨て、「かわいい」の領域で「なりたい自分」になることで承認欲求を満たそうとしているのだと主張している（図12）。
2023年現在、「男の娘」の表現領域は、二次元と三次元の融合した二・五次元の世界で新たな広がりを見せている。

## 年表
| 年     | オタク社会における出来事 | 非オタク社会における出来事                                                                                         |
| ------ | --- | --- |
| 1981年 | - 漫画『ストップ!! ひばりくん!』連載開始 - 最初のロリコン漫画誌『レモンピープル』創刊                                                          | - ニューハーフブーム                                                                                               |
| 1986年 | | - 男女雇用機会均等法施行                                                                                           |
| 1987年 | - 漫画『らんま1/2』連載開始 | |
| 1988年 | - テレビアニメ『魔神英雄伝ワタル』放送（ショタジャンルの独立）                                                                                 | - フジテレビ『笑っていいとも!』で「Mr.レディー&Mr.タモキンの輪」コーナー開始（Mr.レディーブーム）                  |
| 1989年 | | - 連続幼女誘拐殺人事件の容疑者逮捕                                                                                 |
| 1991年 | - 成年マークの運用開始（成年マーク・バブルへ） - アーケードゲーム『ストリートファイターII』稼働開始 - 漫画『美少女戦士セーラームーン』連載開始 | - 有害コミック騒動 - バブル崩壊始まる                                                                              |
| 1992年 | - 漫画『バーコードファイター』連載開始 - このころコスプレイヤーが急増                                                                          | |
| 1994年 | - 初のショタアンソロジー『b-Boy』vol.17刊行 | |
| 1995年 | - ショタ専門の即売会「ショタケット」開催 | - Microsoft Windows 95発売（インターネットの普及開始）                                                             |
| 1997年 | - 漫画『少女少年』連載開始 | - ヴィジュアル系バンド「SHAZNA」がブレイク                                                                         |
| 1998年 | - ショタアンソロジーブームのピーク - 少女向け小説『マリア様がみてる』刊行開始                                                                  | - 児童ポルノ法審議入り                                                                                             |
| 1999年 | - ショタアンソロジーがほぼ全滅 | - 児童ポルノ法成立・施行                                                                                           |
| 2000年 | - 2ちゃんねるで「男の娘」という語が使用される                                                                                                  | |
| 2002年 | - アーケードゲーム『GUILTY GEAR XX』稼働開始 - ブリジットオンリーイベント「鰤計画」開催 - ショタアンソロジー復活                               | |
| 2003年 | - 『マリア様がみてる』男性人気 | |
| 2004年 | - 漫画『ハヤテのごとく!』連載開始 | |
| 2005年 | - アダルトゲーム『処女はお姉さまに恋してる』発売 - アダルトゲーム『はぴねす!』発売                                                             | |
| 2006年 | - 「男の娘」オンリーイベント「男の娘COS☆H」開催                                                                                                | |
| 2007年 | - ライトノベル『バカとテストと召喚獣』刊行開始 - 女装マニュアル『オンナノコになりたい!』発売                                                   | - 秋葉原に「雲雀亭」開店 - 女装イベント「プロパガンダ」開始                                                        |
| 2008年 | | - Twitter日本語版サービス開始                                                                                      |
| 2009年 | - コミックマーケットで女装コスプレが急増（東方Project） - ゲーム『THE IDOLM@STER Dearly Stars』発売                                            | - 成年向けマニア誌『オトコノコ倶楽部』創刊 - 秋葉原に「男の娘カフェ&バー NEWTYPE」開店 - 「東京化粧男子宣言!」開催 |
| 2010年 | - 「男の娘」専門誌『わぁい!』創刊 - 一迅社がアンソロジーコミック刊行開始 - 「男の娘」専門誌『おと☆娘』創刊                                     | - 「男の娘」の新聞メディア初出（『読売新聞』1月27日） - 「男の娘」が新語・流行語大賞にノミネート                   |
| 2011年 | - ミリオン出版がアンソロジーコミック刊行開始 - メディアックスが『オトコのコHEAVEN』刊行開始                                                    | - 『オトコノコ倶楽部』から『オトコノコ時代』へ改題 - ニコニコチャンネル『男の娘☆ちゃんねる』開始                   |
| 2013年 | - 『おと☆娘』休刊 | |
| 2014年 | - 『わぁい!』休刊 | - 『男の娘☆ちゃんねる』から『Trance Japan TV』へ改称 - 『オトコノコ時代』VOL.10発売（最終号となる）                |
| 2016年 | | - 「プロパガンダ」終了                                                                                             |
| 2018年 | - このころバ美肉が登場（バーチャルの領域へ）                                                                                                   | |

## 代表的なキャラクター・人物

### 二次元のキャラクター
「男の娘」と評されるキャラクターには、以下のようなものがある。「論者」の欄は、そのキャラクターがほかの専門家によっては「男の娘」と評されていないということを必ずしも意味しない。
| 発表年 | キャラクター             | 作品名                         | 作品種別         | 論者                                                                          |
| ------ | ------------------------ | ------------------------------ | ---------------- | ----------------------------------------------------------------------------- |
| 1981年 | 大空ひばり               | ストップ!! ひばりくん!         | 漫画             | 斎藤 [ 477 ] 暮沢 [ 478 ] 久米 [ 416 ] 来栖 [ 48 ] 井戸 [ 479 ] 伊藤 [ 123 ]  |
| 1992年 | 有栖川桜                 | バーコードファイター           | 漫画             | 来栖 [ 480 ] 井戸 [ 218 ]                                                     |
| 2002年 | ブリジット               | GUILTY GEAR XX                 | ゲーム           | 暮沢 [ 105 ] 来栖 [ 481 ]                                                     |
| 2002年 | 二鳥修一                 | 放浪息子                       | 漫画             | 暮沢 [ 482 ] 日高 [ 483 ]                                                     |
| 2004年 | 綾崎ハヤテ               | ハヤテのごとく!                | 漫画             | 吉本 [ 484 ] 来栖 [ 485 ]                                                     |
| 2005年 | ことりちゃん             | WORKING!!                      | 漫画             | 伊藤 [ 193 ]                                                                  |
| 2005年 | 宮小路瑞穂               | 処女はお姉さまに恋してる       | アダルトゲーム   | 暮沢 [ 158 ] 来栖 [ 166 ] 椿 [ 326 ] 吉本 [ 156 ]                             |
| 2005年 | 渡良瀬準                 | はぴねす!                      | アダルトゲーム   | 森瀬 [ 169 ] 暮沢 [ 161 ] 来栖 [ 166 ] 椿 [ 326 ] 吉本 [ 156 ]                |
| 2006年 | 衹堂鞠也                 | まりあ†ほりっく                | 漫画             | 暮沢 [ 486 ] 伊藤 [ 487 ]                                                     |
| 2007年 | 木下秀吉                 | バカとテストと召喚獣           | ライトノベル     | 暮沢 [ 260 ] 来栖 [ 108 ] 久米 [ 488 ] 樋口 [ 259 ] 大島 [ 439 ] 伊藤 [ 405 ] |
| 2007年 | 白姫彼方                 | おと×まほ                      | ライトノベル     | 吉本 [ 489 ] 久米 [ 490 ] 樋口 [ 259 ]                                        |
| 2008年 | とも ナオ ユキ トモ リオ | オトコのコはメイド服がお好き!? | メディアミックス | 吉本 [ 170 ]                                                                  |
| 2009年 | 藍川絆                   | プラナス・ガール               | 漫画             | 斎藤 [ 60 ] あしやま [ 213 ] 永山 [ 214 ] 椿 [ 491 ]                          |
| 2009年 | 秋月涼                   | THE IDOLM@STER Dearly Stars    | ゲーム           | 来栖 [ 492 ] 吉本 [ 170 ]                                                     |
| 2009年 | 漆原るか                 | STEINS;GATE                    | ゲーム           | 斎藤 [ 60 ] 大島 [ 31 ]                                                       |
| 2010年 | 國崎出雲                 | 國崎出雲の事情                 | 漫画             | 来栖 [ 223 ]                                                                  |
| 2011年 | 有川ひめ                 | ひめゴト                       | 漫画             | 椿 [ 241 ]                                                                    |

### 三次元の人物
漫画家・いがらしゆみこの息子であるいがらし奈波は、公の場で「男の娘」を名乗った三次元の存在の初期の一人である。2009年、ジャニーズ事務所に所属してアイドル活動をしていた奈波は、ある日コスプレで女性服を身につけたときに競争ばかりの男性社会とは異なる新しい生き方を発見し、その体験を自伝エッセイ漫画『わが輩は「男の娘」である!』（2010年、実業之日本社）に描いた。
「茶漬け」（NEWTYPE）は、自身が女装を始めた切っ掛けはヴィジュアル系バンド「SHAZNA」の影響が大きかったと2010年に語っている。「男の娘」を性別越境の一形態として捉える三橋は、2012年の講演でモカ（プロパガンダ）、井上魅夜（東京化粧男子宣言!、男の娘☆ちゃんねる）らをそのような例として紹介している。
堀・キンセラは、代表的な「男の娘」として大島薫の名前を挙げている。大島は、男性AV女優としては整形や性別適合手術を必要としない最初の世代に属していた人物である。大島は二次元の「男の娘」を現実で再現したいと考え、女装を始めた。自分はLGBTといった既存のどのカテゴリーにも該当しないと語っており、2015年に『ボクらしく。』と題した全年齢向けエッセイを著した（マイウェイ出版）。
あしやまひろこは、筑波大学学園祭の男女合同ミスコン「TSUKUBAN BEAUTY 2011」に初音ミクのコスプレで出場して優勝し、ミス筑波大学として一躍有名になった男性である。2015年の論稿において、普段は女装者を名乗っているもののマーケティングの都合で自身を「男の娘」と称することがあると述べている。

## 日本以外の国・地域
「男の娘」は、東アジア地域の特に日本・中国・台湾で流行しつつあるという報告が2021年時点でなされている。欧米については、そもそも「男の娘」という概念がそこでは理解されにくいだろうという予測がなされている（2011年）。

### 中国
中国語で「男の娘」に相当する言葉は「偽娘（、普通話拼音: wěiniáng）」である。日本語の文字表記にもとづいて訳されたもの（「娘」の部分的借形）で、女性・少女の姿に扮する若い男性、あるいは男性たちの女装現象そのものを指す言葉になっている。
湖北省武漢市では、2009年に偽娘のグループ「アリス偽娘団（Alice Cosplay Group、ACG）」が結成された。作詞家の周耀輝は、ACGの名称が日本のアニメ・コミック・ゲームにかけたものであるように、中国の若者が女装に憧れるようになったのは日本のサブカルチャーに影響されたところが大きいと報告している。一時期、『おとボク』の「瑞穂」は偽娘の代名詞として通用していた。偽娘が流行し、インターネットには女装の一部始終を記録した動画や女装指南の専門サイトなどが多く見られるようになった。
ところが偽娘は広く知られるにつれ、「男らしさ」の中国文化を揺るがすものとして警戒されるようになっていった。当初好奇の目を向けていたメディアも批判的に報じるようになり、中国当局は映像作品における男性出演者の偽娘化の傾向を問題視するようになった。2021年、国家ラジオテレビ総局は芸能界の管理統制を強化する通達を発表し、男子のジェンダーレスなイメージの発信を禁止する方針（限娘令）を明確にした。当局の要請を受けた中国音像・デジタル出版協会ゲーム出版工作委員会と、テンセントやNetEaseを含む213の同国オンラインゲーム事業者は、娘炮（女性的な男性）や耽美（ボーイズラブ）などを自主規制の対象とするガイドラインを発表した。当局が教育やエンターテインメント業界への規制を強めていることには、国内外から文化大革命の再来であるとの批判が上がっている。

### 台湾
日本政府のクールジャパン戦略を背景に、偽娘（国語拼音: wèiniáng）は2010年ごろから台湾でも人気を伸ばした。『女装山脈』の後継作『女装神社』（2019年、の〜すとらいく）は、日本語版と同時に英語版と繁体字中国語版も発売されており、中国語版は販売本数の約半分を占めている（2019年7月時点）。偽娘は三次元の大衆文化としても浸透し、2021年現在いくつかの女装部屋がオープンするなどしているが、台湾当局はこうした性別越境的な文化に対し寛容な態度を取っている。

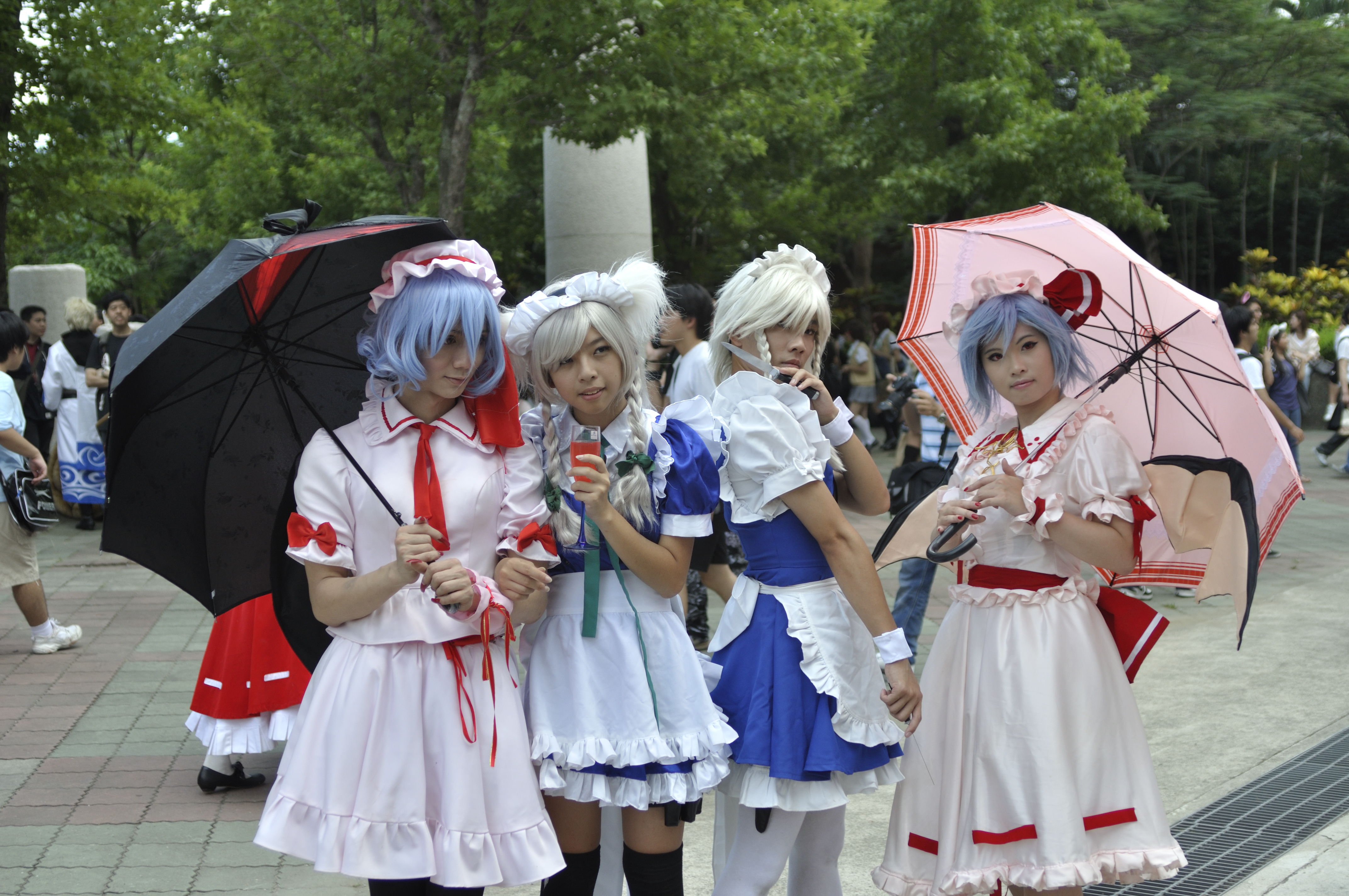
『東方Project』のコスプレイヤーたち（2011年7月、第18回Fancy Frontier 開拓動漫祭）
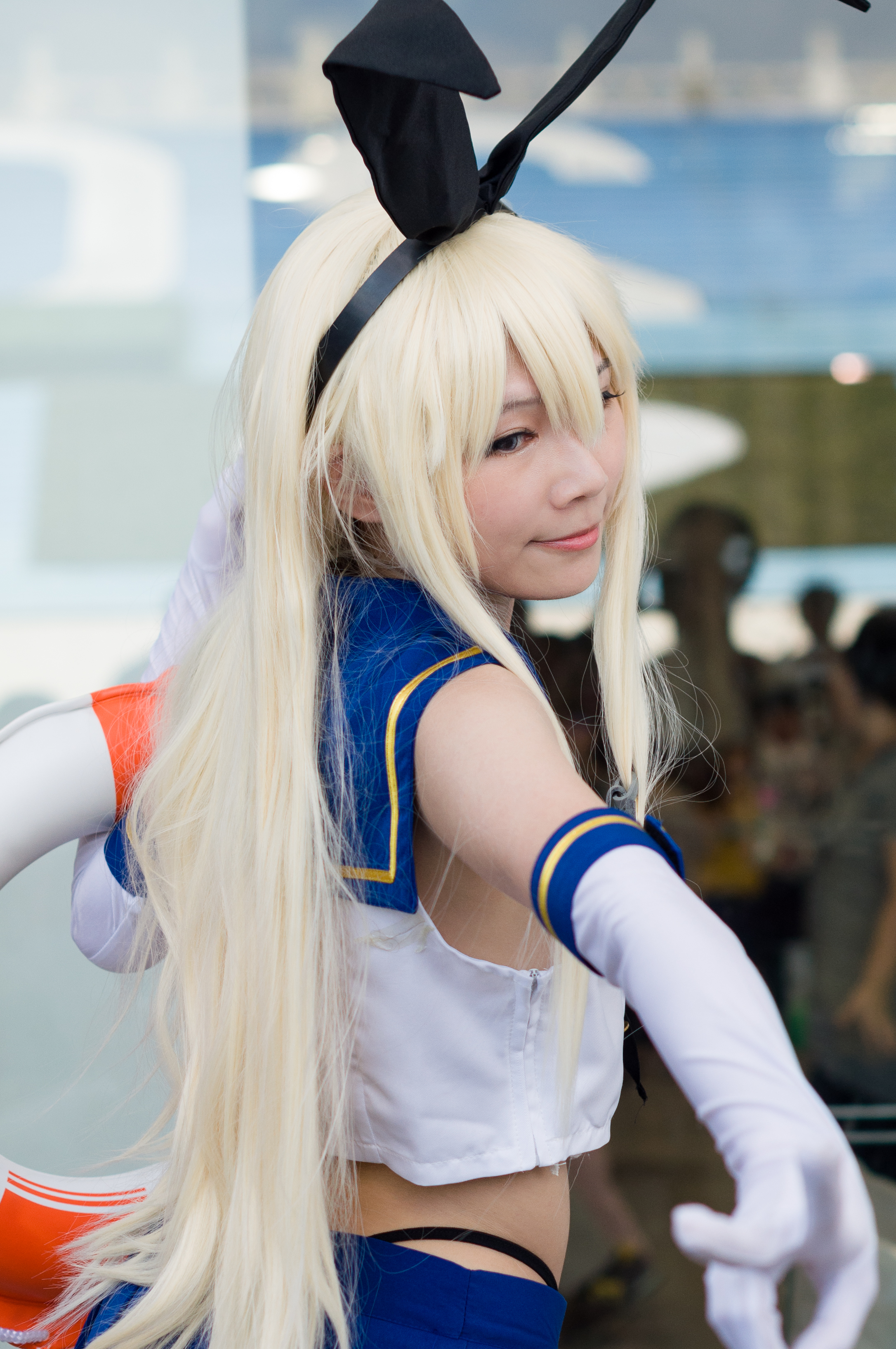
『艦隊これくしょん』島風のコスプレ（2016年7月、動漫之力3）
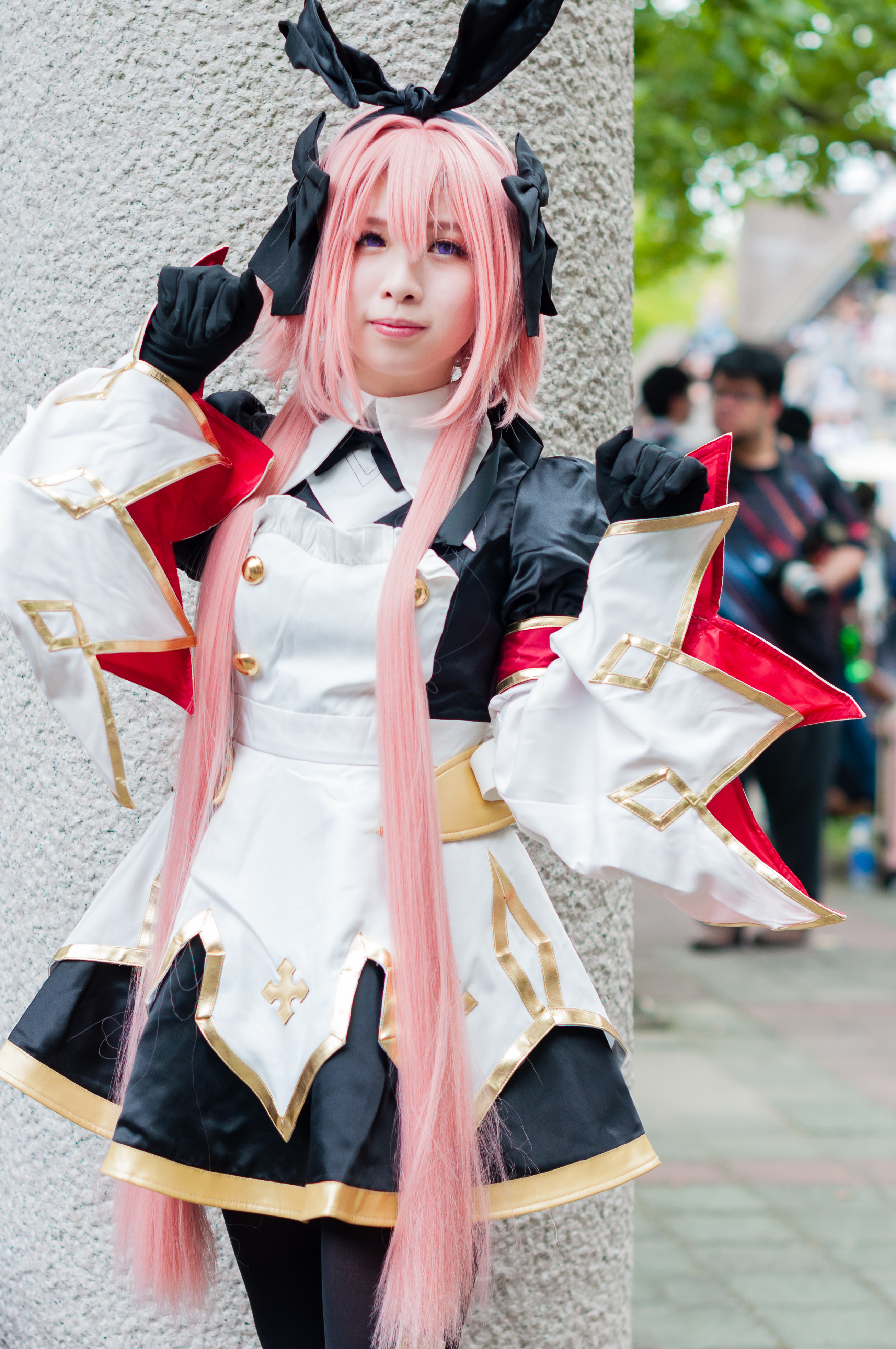
『Fate/Grand Order』アストルフォのコスプレ（2020年8月、第55回コミックワールド台湾）

### 欧米
欧米のオンラインコミュニティでは、漫画やアニメに登場する性別越境的な男性キャラクターに対して「trap」という呼称が使用されることがある（2019年時点）。本当は男性のキャラクターであるにもかかわらず、魅惑的な女性の外見をしているために異性愛男性ユーザーがその罠にかかってしまうといったニュアンスである。「男の娘」的なキャラクターは欧米にも波及し、「trap」「Japanese trap」として扱われて人気を博すようになった。
一方その後、この「trap」という言葉は、実在するトランス女性に対してもトランスフォビア（トランス嫌悪）的な文脈で使われるようになった。2020年、アメリカの掲示板サイト・Redditのアニメコミュニティは、女性のような外見の男性キャラクターを「trap」とよぶことがホモフォビア・性差別などに当たるとし、掲示板利用者に対しこの語の使用を禁止する措置をとっている。

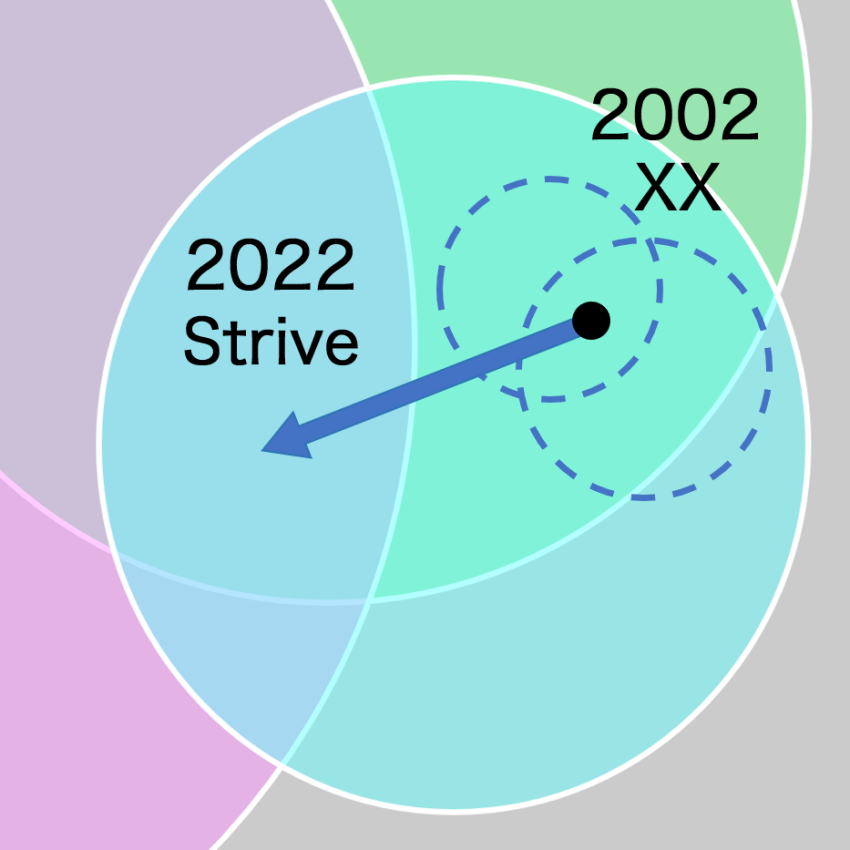
2022年、ブリジット論争。前掲図も参照。

2022年、GUILTY GEARシリーズの新作『GUILTY GEAR STRIVE』（発売は2021年）に再登場したブリジットはトランス女性として描き直されていた。それに対し一部のプレイヤーから抗議の声があがり、論争へと発展したが、欧米ではこの騒動の過程において、設定変更によってブリジットが「trap」ともよばれるようなトランスフォビア的な悪しきミームから解放されたと報じたメディアがあった（詳細は「ブリジット (GUILTY GEAR) § ブリジット論争」を参照）。
Redditが「trap」の使用を禁止した際、利用者に案内した代替語には「otokonoko（男の娘）」「femboy」「tomgirl」「cutie」などのほか、「crossdresser（異性装）」「josou（女装）」があった。2022年現在、欧米では「otokonoko」は単なる異性装（女装）を指すと説明されることが多いが、トランス女性のオンラインコミュニティにおいてこのジャンルは大きな人気を獲得している。あるコミュニティの中には、「otokonoko」作品の魅力を、完全に女性として通用（＝パス）する性別越境者というファンタジーを与えてくれる点にあるとする者がいる。別の参加者は、「otokonoko」はいわゆる正しいレプリゼンテーションではないが、欧米文化に欠けている、トランス女性のための現実逃避的な娯楽として貴重なものになっていると説明している。

多分日本の男の娘が向こう行くとハアッ!? とか言われますよ。シシーボーイでもトランスベスタイトでもシーメールでもない、じゃあ何なの？ って言われても男の娘としか言いようがないんですよ。綺麗な少女としての自分になりたい、でも男という性は捨てたくない、ということでかなり特殊なんですよね。
—魔北 2011, p. 163